# Izmir
Smyrne
Ne doit pas être confondu avec Izmit.
Pour la province, voir İzmir (province).
Izmir, traditionnellement appelée Smyrne (en turc İzmir ; en grec moderne : Σμύρνη, Smýrni), est une ville de Turquie, située sur la mer Égée près du golfe d'Izmir. C'est le deuxième port du pays (après Istanbul) et la troisième agglomération turque par le nombre d’habitants (4 425 789 habitants en 2021). Ses habitants sont les Smyrniotes (İzmirli en turc). 

## Histoire

### Origines
İzmir est la forme turque moderne du nom Smyrne, ville connue depuis l'Antiquité (comme İznik pour Nicée). La forme Smyrne a été longtemps préférée en français à la forme turque francisée Izmir, qui ne s'est imposée qu'au XXe siècle. Aucun gentilé formé sur Izmir n'est signalé, à l'exception des noms de famille algériens et tunisiens Zmir, Zemirli, Zmirli ou Zermirline.
Smyrne fut fondée vers 3000 av. J.-C. par les Lélèges sur le site appelé aujourd'hui Tepekule (« butte de la tour »), près de l'actuelle Bayraklı. Selon la légende, son nom proviendrait de celui d'une reine amazone. Entre 2000 et 1200 av. J.-C., elle fit partie du royaume hittite puis, à la suite de l'effondrement de l'État hittite face aux attaques des Phrygiens, elle devint une cité éolienne au XIe siècle av. J.-C.
Selon Hérodote, les Éoliens perdirent Smyrne à cause d'une imprudence de ses habitants. Ces derniers, après avoir accordé l'asile à des Ioniens qui fuyaient Colophon à la suite d'une sédition manquée, ne tardèrent pas à organiser une fête à l'extérieur de la ville en l'honneur de Dionysos. Les Smyrniotes éoliens ayant quitté leur ville pour rejoindre la fête, les Ioniens fermèrent les portes de la cité et s'en emparèrent.

### De l'indépendance à la conquête par Rome

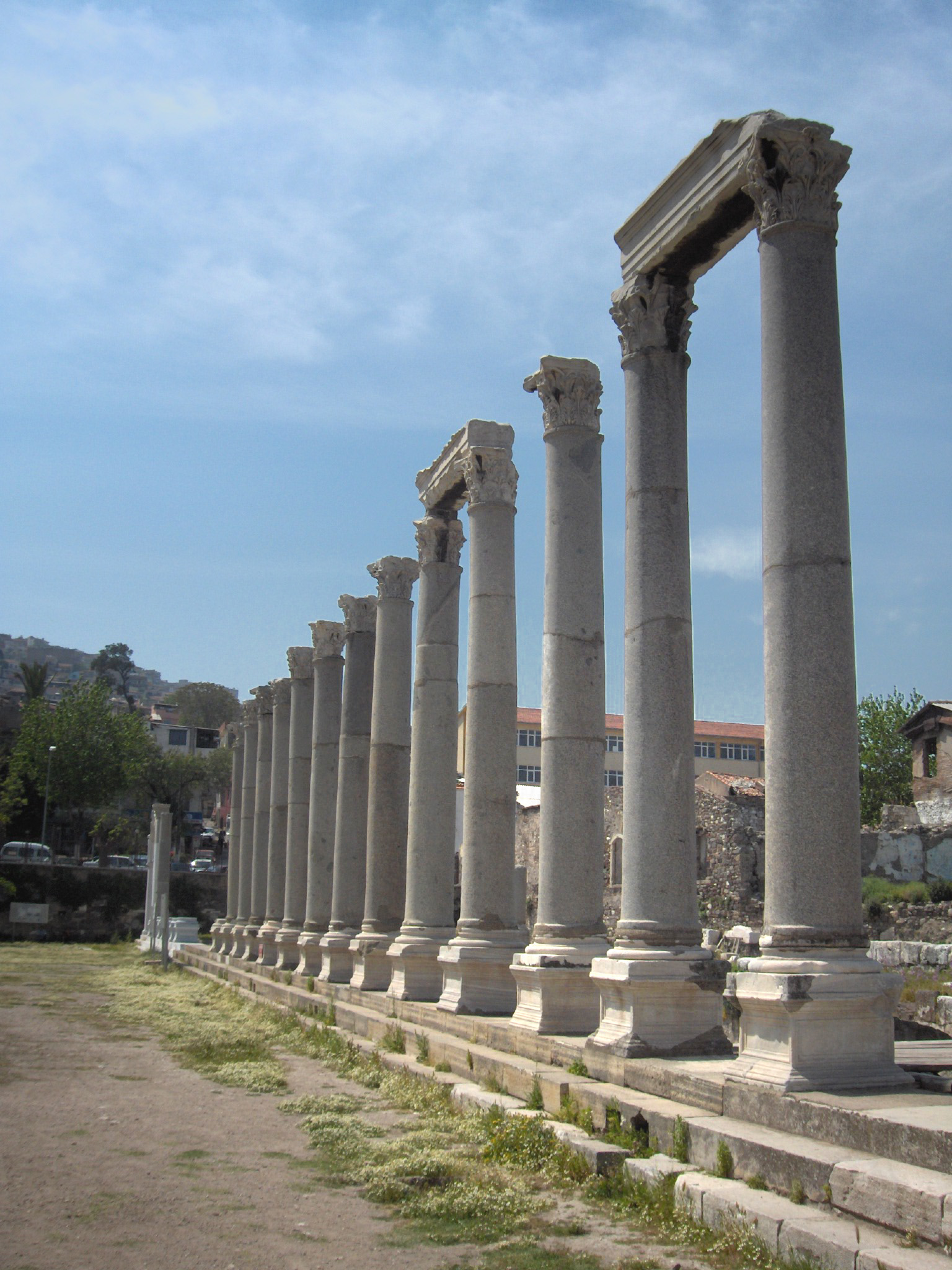
Agora de Smyrne.

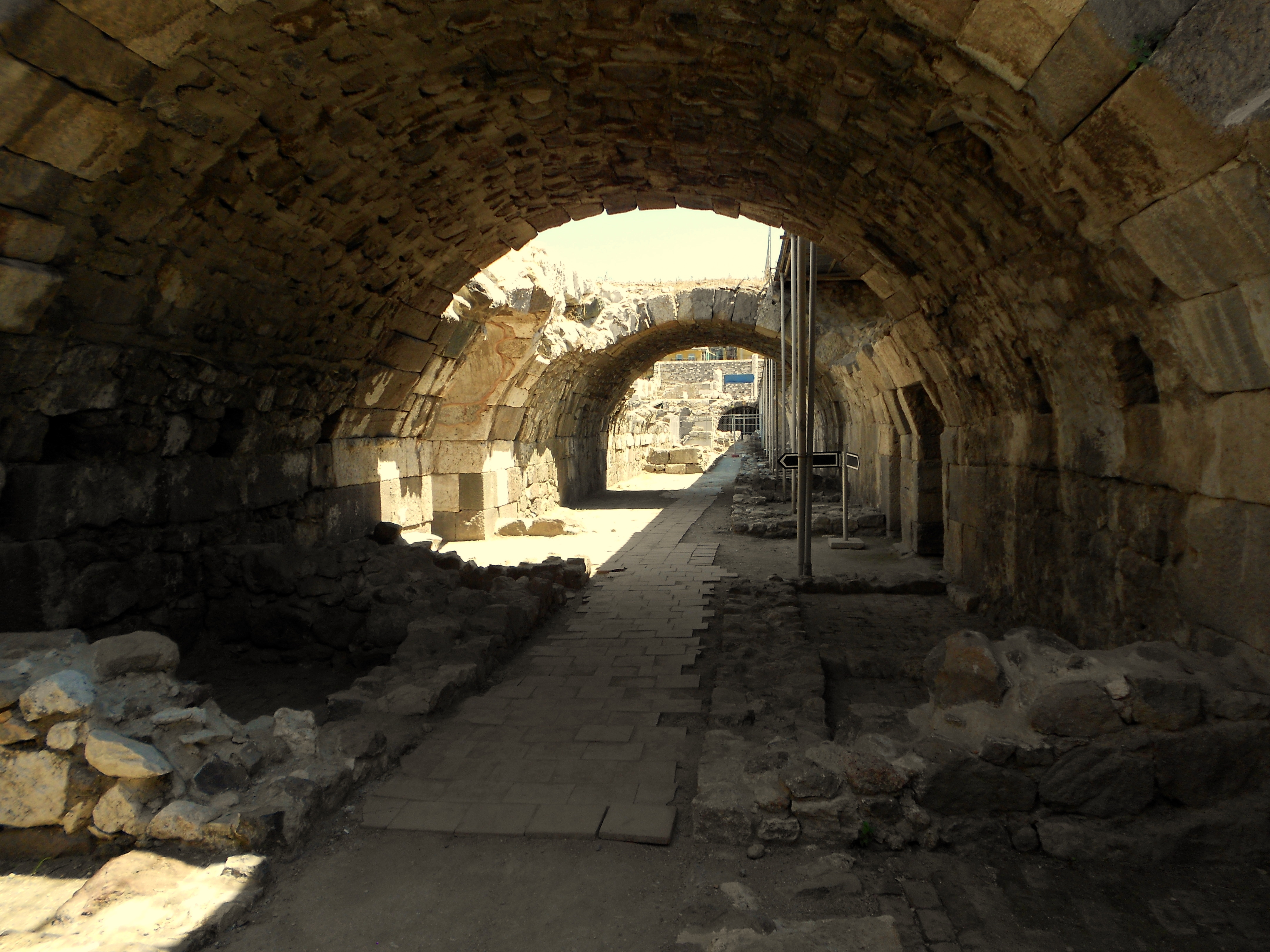
Agora de Smyrne.

La première Smyrne vécut son apogée durant la période ionienne. Elle fut envahie en 600 av. J.-C. par le roi de Lydie Alyatte II, puis par les Perses en 546 av. J.-C. Affaiblie, la cité n'eut plus de rôle important durant la période classique (Ve et IVe siècles av. J.-C.).
Selon la légende, c'est Alexandre le Grand qui décida de restaurer la cité. Mais ce sont plus probablement ses successeurs (Antigone le Borgne, puis Lysimaque) qui reconstruisirent la cité au IVe siècle av. J.-C. sur un plan hippodamien, après la mort d'Alexandre. En 302 av. J.-C., elle passa sous la domination de Lysimaque, ancien général d'Alexandre le Grand, après sa victoire sur Antigone le Borgne. À Lysimaque succéda la domination des Séleucides puis, pour une courte période, celle du royaume de Pergame (fin du IIIe‑début du IIe siècle av. J.-C.). Les Séleucides tentèrent de reprendre le contrôle de l'Ionie où se situait Smyrne. Smyrne se battit aux côtés des Attalides de Pergame et de Rome. En 189 - 188 av. J.-C., les Séleucides furent chassés d'Ionie et de l'Asie Mineure. Smyrne reçut des territoires pour avoir combattu aux côtés de Rome. Son engagement lui permit de bénéficier d'une indépendance protégée par la cité romaine. La ville reçut plusieurs hommes politiques romains en exil.
De 89 à 85 av. J.-C., Smyrne, comme la plupart des cités d'Asie Mineure, soutint le roi du Pont (Mithridate VI Eupator) dans sa guerre contre Rome. Sylla, général romain, entreprit la conquête de l'Asie Mineure. Il prit Smyrne et obligea chacun des habitants de la cité à défiler nu en plein hiver. Lors de la paix de Dardanos (85 av. J.-C.), qui conclut la guerre entre Rome et Mithridate VI, Smyrne, comme la majorité des cités libres d'Asie et d'Égée entra alors dans la province romaine d'Asie.
Dans l'Antiquité, Smyrne était une cité prospère aux multiples communautés : grecs polythéistes, adeptes des cultes à mystères ou chrétiens, romains, juifs helléniques, arméniens… Artistiquement, elle est connue pour ses grotesques : des figurines en terre cuite dont la particularité est d'exagérer un défaut physique lié souvent à la maladie. Il semble que ces représentations n'étaient pas seulement des objets artistiques ou de divertissement, mais aussi des amulettes ou des ex-voto. Smyrne possédait une école de médecine où séjourna le médecin Galien. Il est probable que certaines de ces sculptures servaient à illustrer des maladies comme l'hydrocèle (accumulation anormale de liquide ou de gaz dans un testicule). Une collection de ces objets est visible au musée du Louvre.
De la ville romaine ne sont connues que la zone de l'agora (en cours de fouille) ainsi que l'emplacement du théâtre, aujourd'hui recouvert par des maisons. La ville est la patrie du célèbre rhéteur Aelius Aristide, qui vécut au IIe siècle et a laissé une œuvre littéraire importante.
Christianisée dès le début de notre ère, Smyrne est citée dans la Bible comme l'une des sept Églises d'Asie. Il s'agit d'une citation du livre de l'Apocalypse attribué à l'apôtre Jean qui aurait, d'après Tertullien, nommé le premier évêque de Smyrne : Polycarpe. Un passage de l'Apocalypse fait aussi allusion à des chrétiens emprisonnés et Jean les félicite de leur courage face à la persécution de Domitien.

### Smyrne durant l'antiquité tardive et médiévale

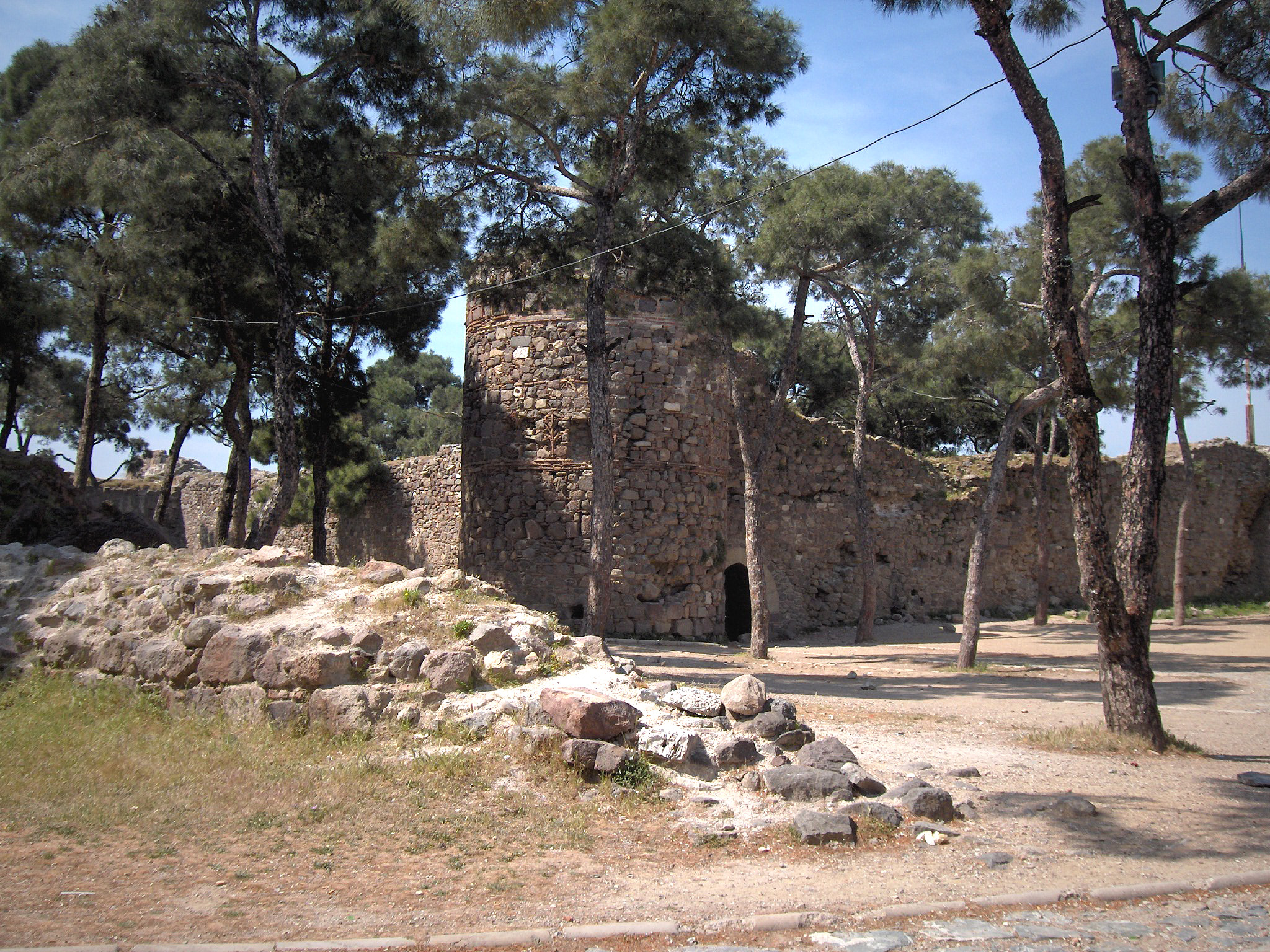
Forteresse de Kadifekale (la « citadelle de velours », ou Pagos avant le XIIIe siècle).

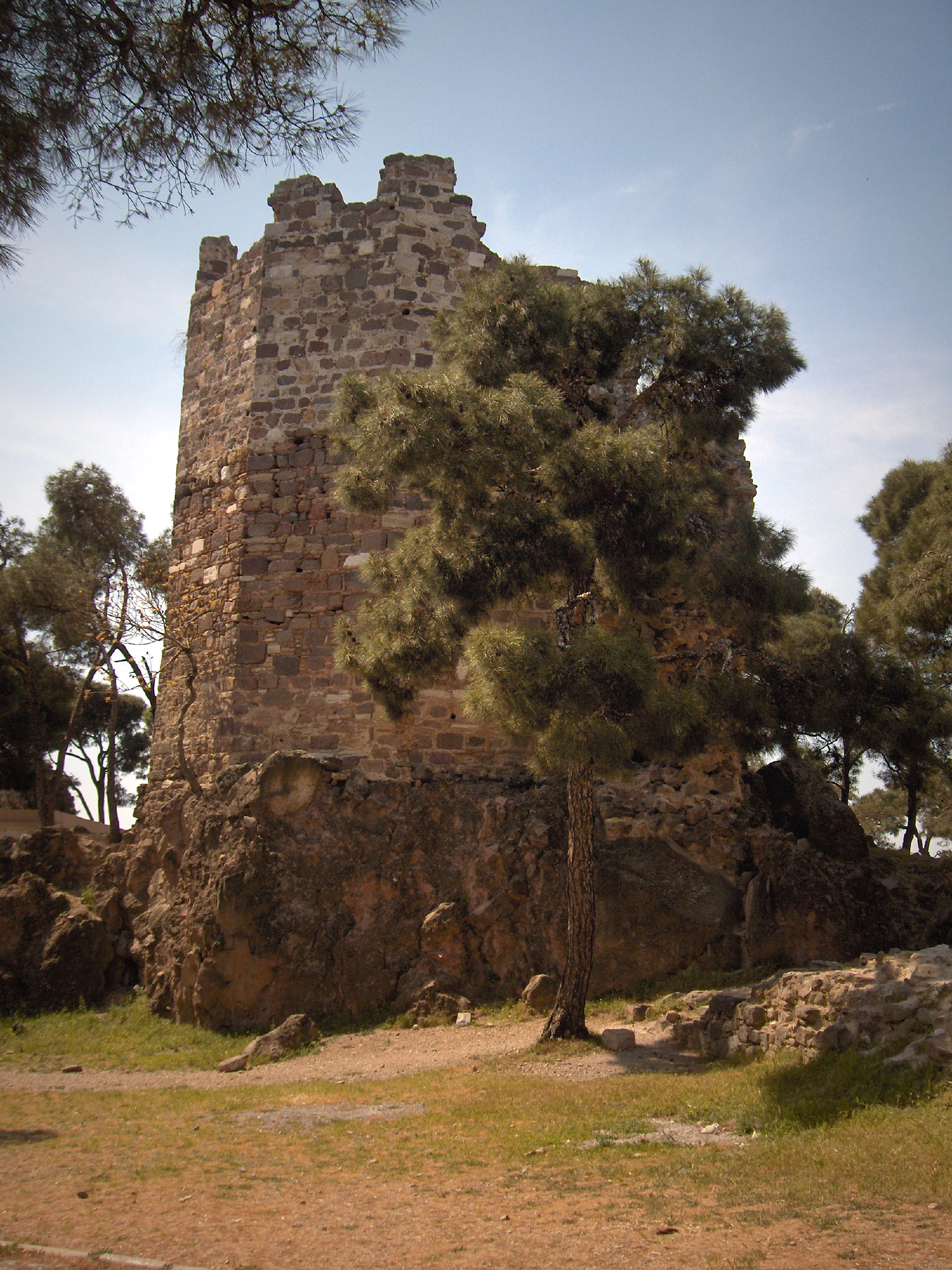
Kadifekale (Pagos).

Devenue une province de l'Empire romain d'Orient après la division de l'Empire romain en 395, elle fut envahie par les Goths en 440, puis par les Arabes en 695, mais resta et se releva dans le giron de l'Empire que, depuis le XVIe siècle, nous appelons « byzantin ». De 1081 à 1097 elle tomba une première fois aux mains des Turcs Seldjoukides, fut traversée (et pillée) par les Croisés et par les Turcs en 1222 et rebâtie par Jean III Doukas Vatatzès qui édifia Pagos (aujourd'hui Kadifekale, la « citadelle de velours »).
En 1320 elle fut conquise une deuxième fois par les Turcs de Mehmed Bey, émir d'Aydın. Son fils Umur Bey perdit la citadelle du port (en turc Liman Kalesi) au profit des Hospitaliers de l'ordre de Saint-Jean de Jérusalem le 28 octobre 1344. Jusqu'en 1402 les Croisés et les Turcs gardèrent leurs positions respectives, les Croisés dans la Citadelle du port et les Turcs dans la « citadelle de velours » (Kadifekale), jusqu'à ce que Tamerlan soit victorieux contre les Hospitaliers, et détruise la Citadelle du port en décembre 1402.

### La Smyrne ottomane

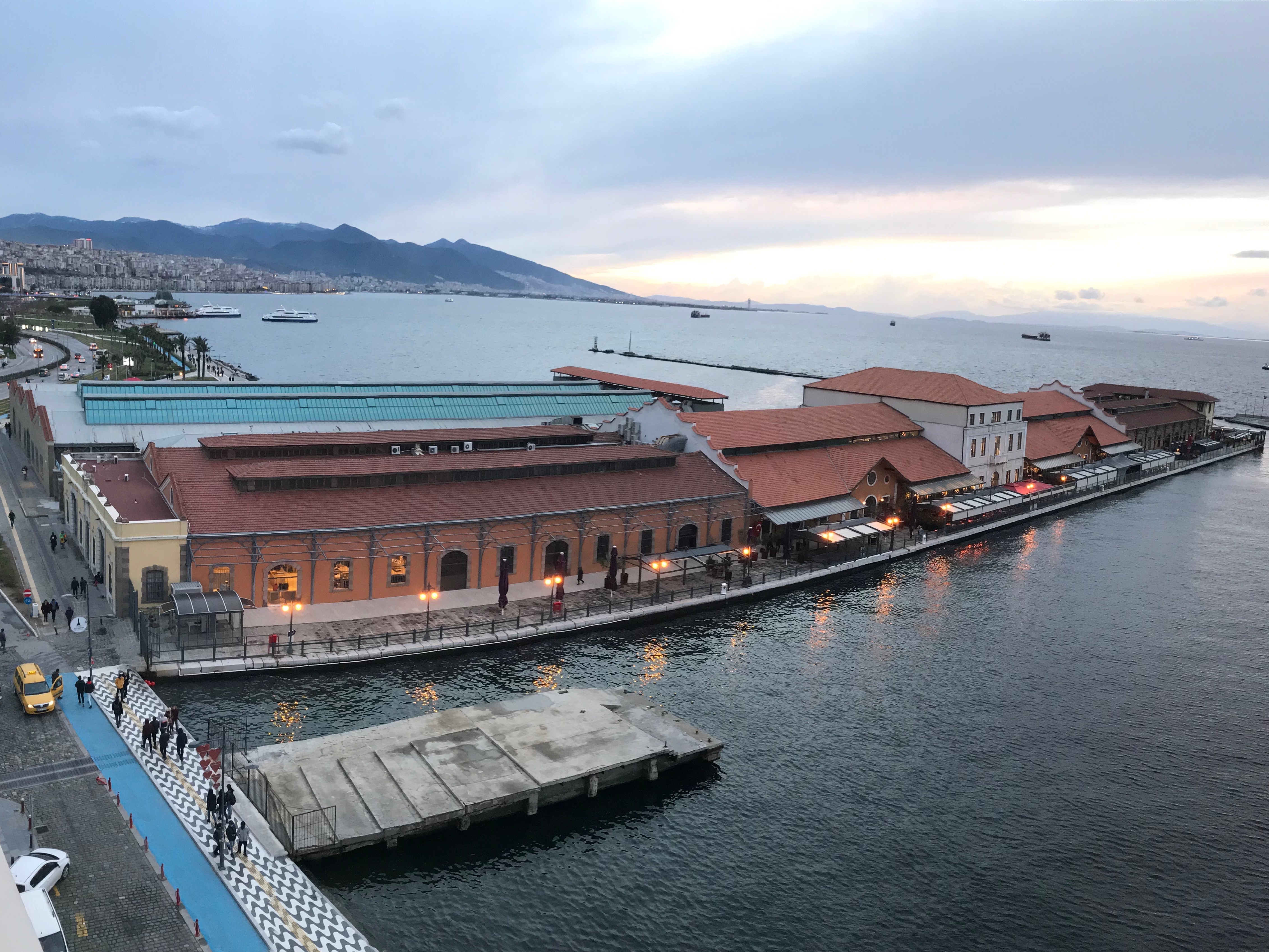
La jetée de Konak à Smyrne a été conçue par Gustave Eiffel en 1890.

En 1426, Smyrne fut conquise pour la troisième et dernière fois par les Turcs Ottomans. L'importance économique et culturelle de Smyrne s'accrut progressivement durant les 500 ans où elle fit partie de l'Empire ottoman, dont elle fut l'une des cités les plus riches, et toujours aussi multiculturelle. Elle était par ailleurs le chef-lieu du sandjak (district) de Saghala et du vilayet (province) d'Aïdin. La ville est d'ailleurs le lieu de naissance de Sabbataï Tsevi (1626–1676), « messie » auto proclamé, qui provoqua une importante crise au sein de la communauté juive de l'Empire ottoman, dont une partie se convertit alors à l'Islam. Mais les chrétiens aussi furent nombreux à s'y convertir, ne fut-ce que pour échapper à la double-capitation du haraç, conforme à la loi islamique et à l'enlèvement de leurs garçons premiers-nés pour être élevés en janissaires : ce sont les « linobambakis ».
La ville fut l'une des plus importantes « échelles du Levant », mot qui provient du génois scala signifiant « escale ». Dans ces « échelles », des Occidentaux catholiques, notamment italiens et français, s'installèrent, protégés par les « capitulations » : on les y appelait les « Francs » (« Frenkler », en turc) ou les « Levantins » (« Levantenler », en turc) et leur prestige était tel, que par conversion ou mariage des familles grecques ou arméniennes s'y intégrèrent, à l'exemple de la famille Balladur. Au point qu'au XIXe siècle, Smyrne est appelée un « petit Paris » et que le port de Smyrne était réputé pour son caractère cosmopolite.
Le peintre Alexandre-Gabriel Decamps fut l'un des principaux artistes des scènes orientalistes, bien qu'il n'ait visité qu'une seule fois le Moyen-Orient, en 1828. Dans La Patrouille turque, neuf hommes d'une patrouille à pied accompagnent Cadji-Bey, le chef de la police, lors de sa tournée.

Peintures du XIXe siècle
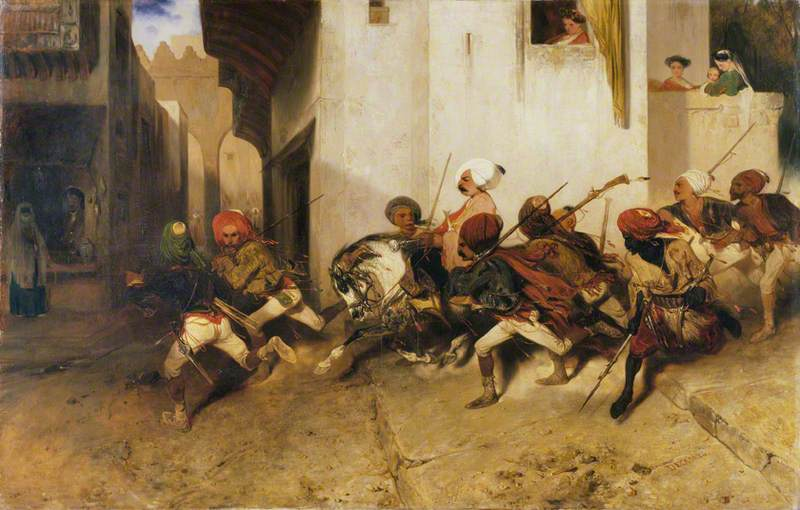
La Patrouille turque Alexandre-Gabriel Decamps, vers 1830 Wallace Collection
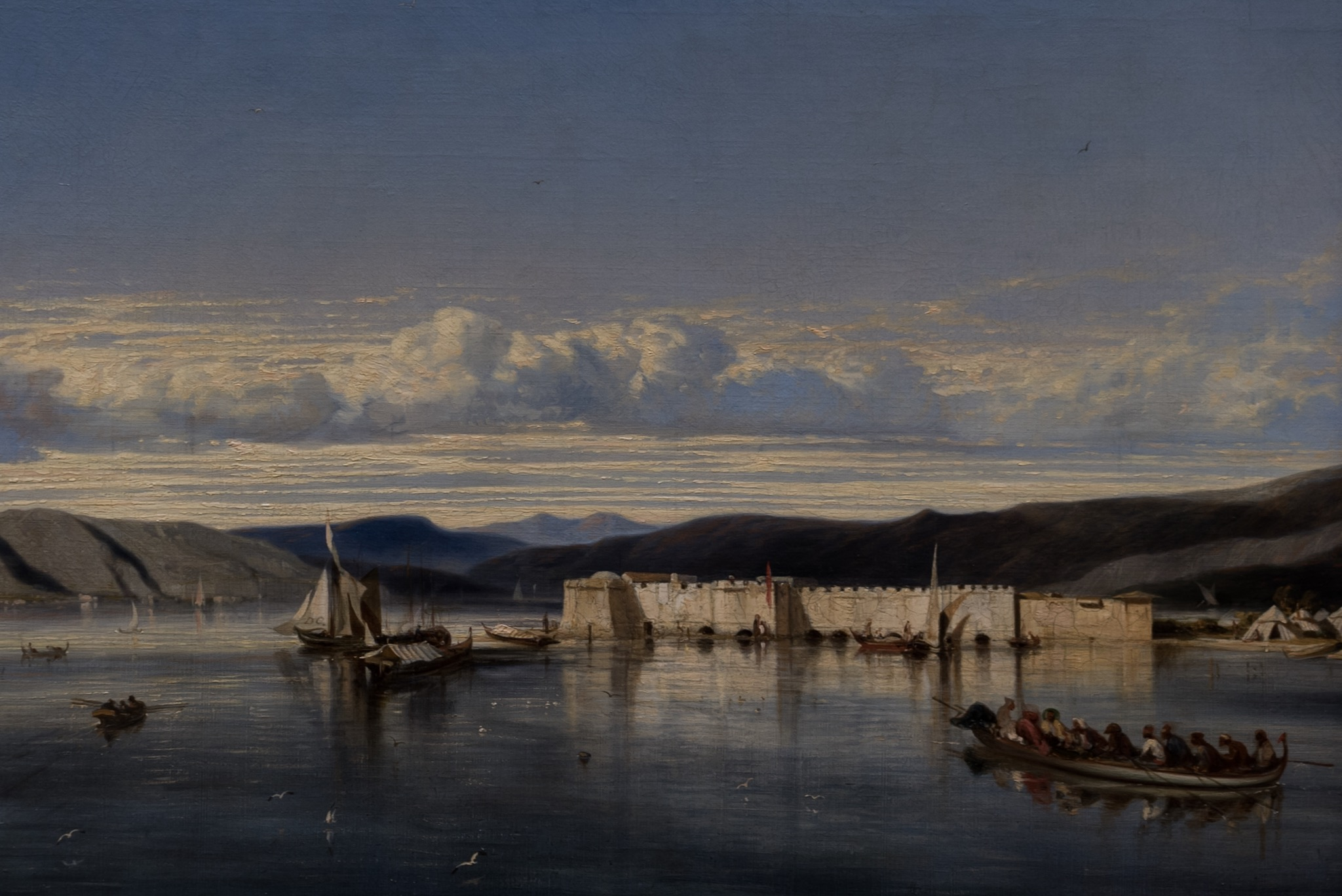
Le Mouillage de Smyrne Alexandre-Gabriel Decamps, vers 1847 vers Wallace Collection
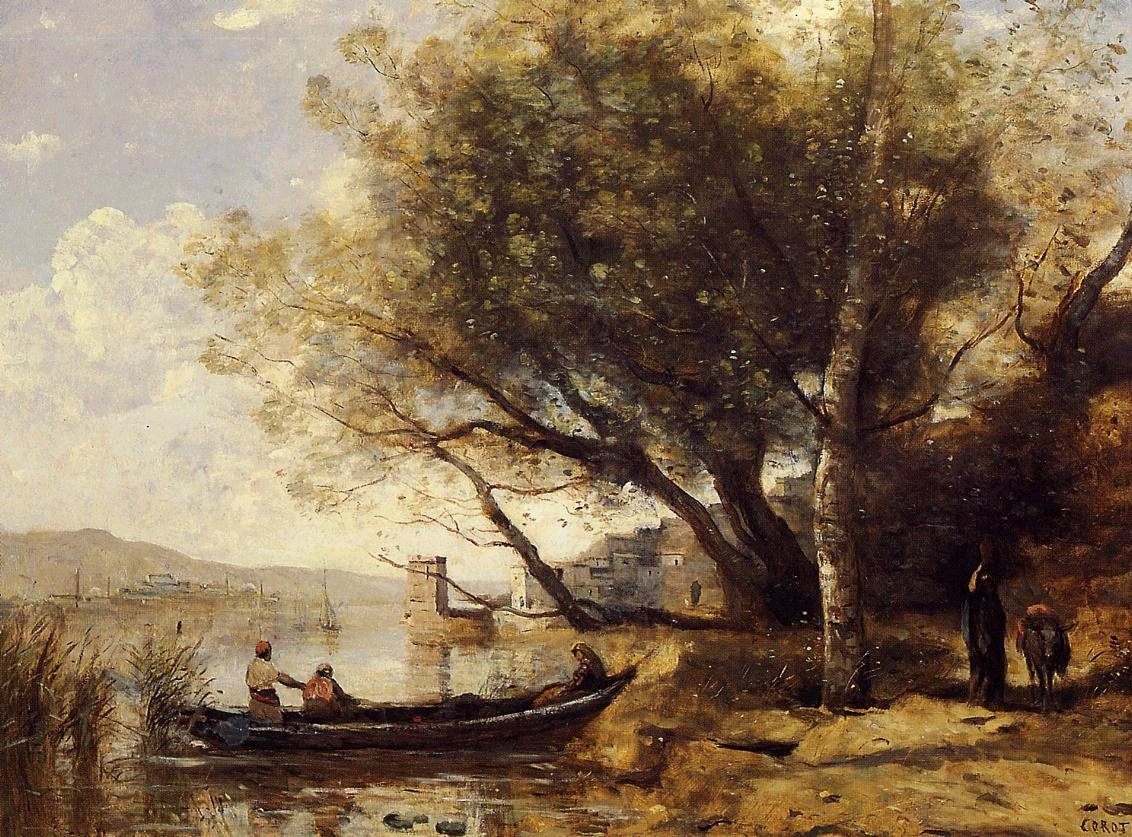
Smyrne, Bournabat Camille Corot, 1873 Collection particulière, vente 1992.

Le nouveau port (1870) est construit par l'entreprise Dussaud et les deux premières lignes de chemin de fer relient Smyrne à Kassaba et à Aïdin en 1856. Tout cela concourt à projeter la ville dans l'ère moderne, mais avec un paradoxe qui pèsera lourd en 1922 : alors qu'elle est une ville de l'Empire ottoman, les Turcs, majoritaires dans l'agglomération mais pauvres et exerçant les professions les plus pénibles, y sont relégués dans les villages de la périphérie et le quartier aux ruelles étroites et tortueuses de Kadifekale, tandis que les « Francs » et les Grecs, riches commerçants pour la plupart, occupent le front de mer et le centre-ville de style européen : le Konak.

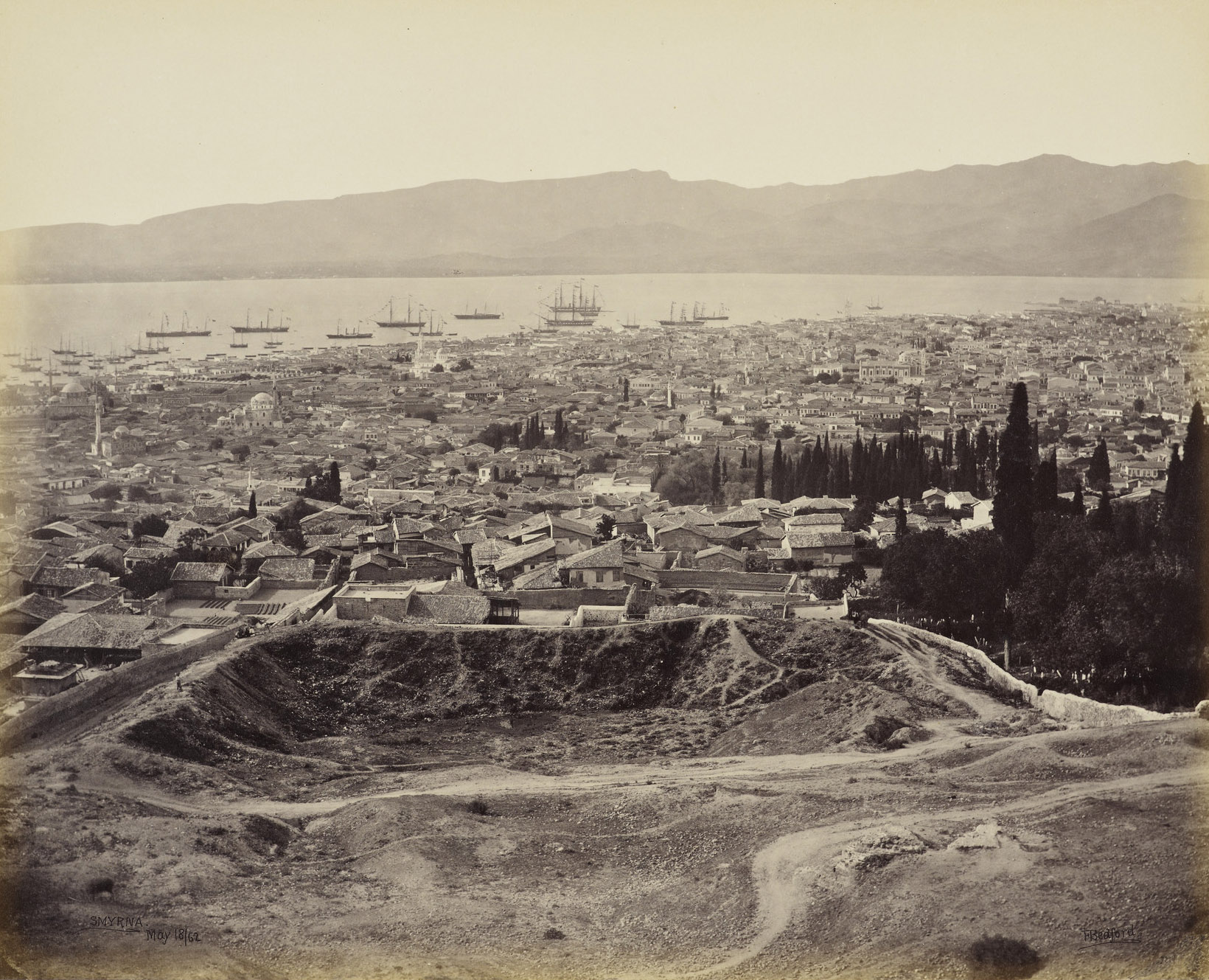
Vue de Smyrne le 18 mai 1862.
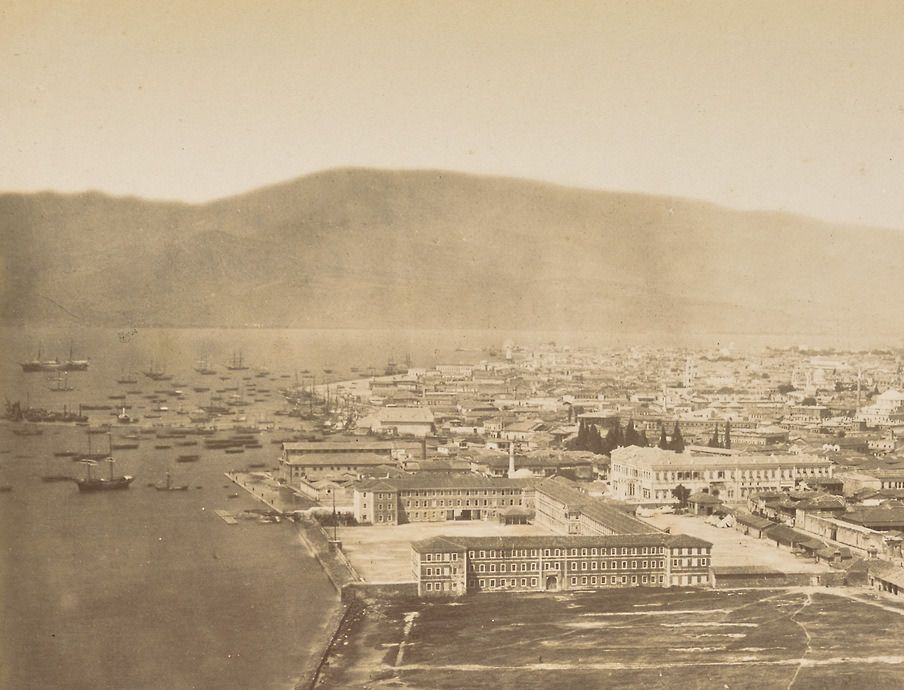
Vue de Smyrne, années 1870.
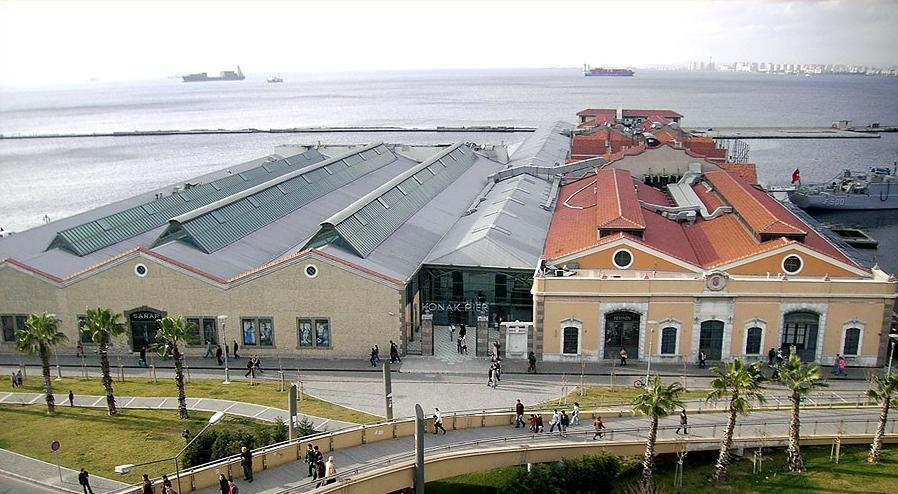
Jetée de Konak, 1890.
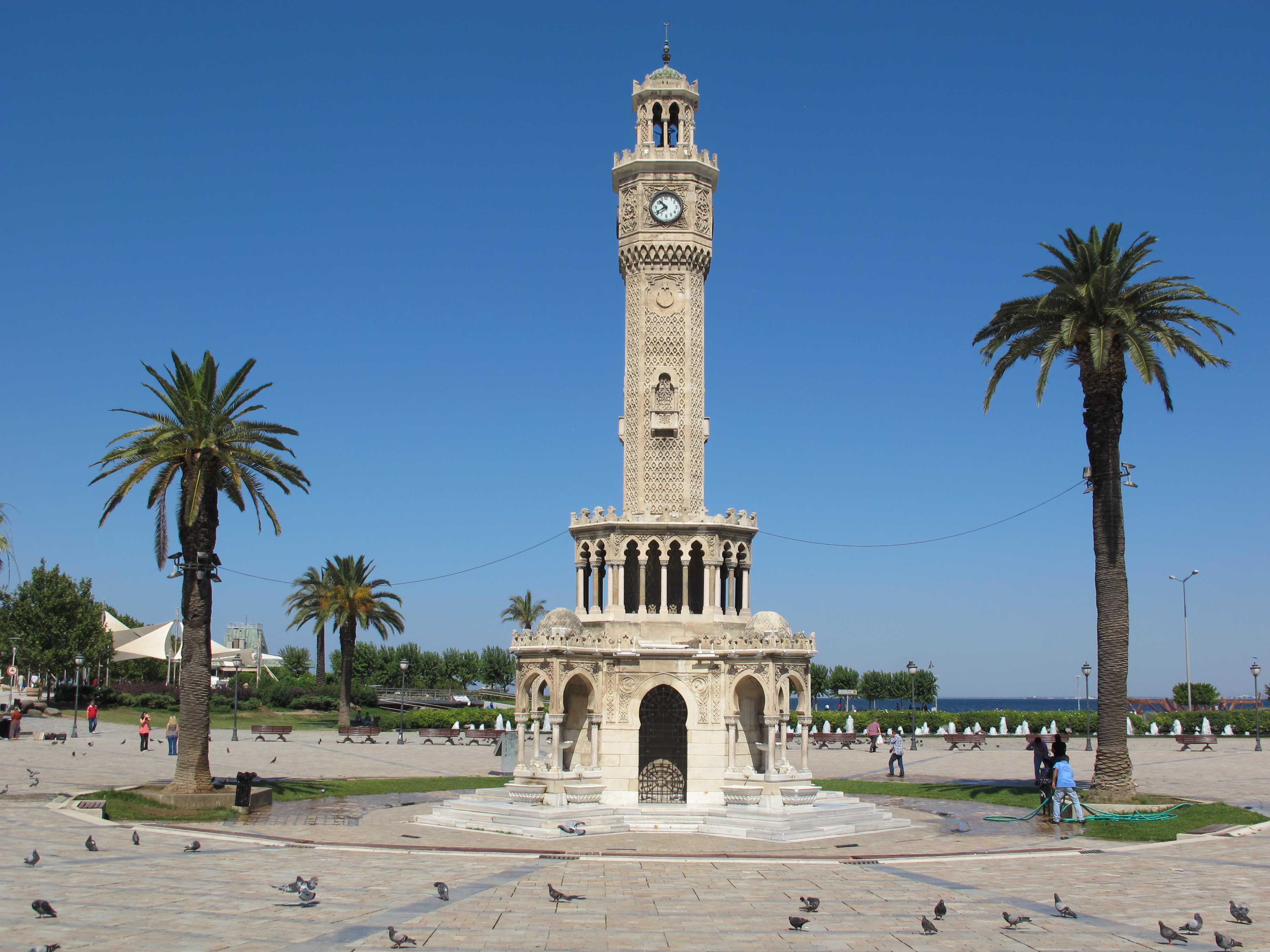
La tour de l'Horloge d'Izmir (ou Saat Kulesi, construite en 1901).
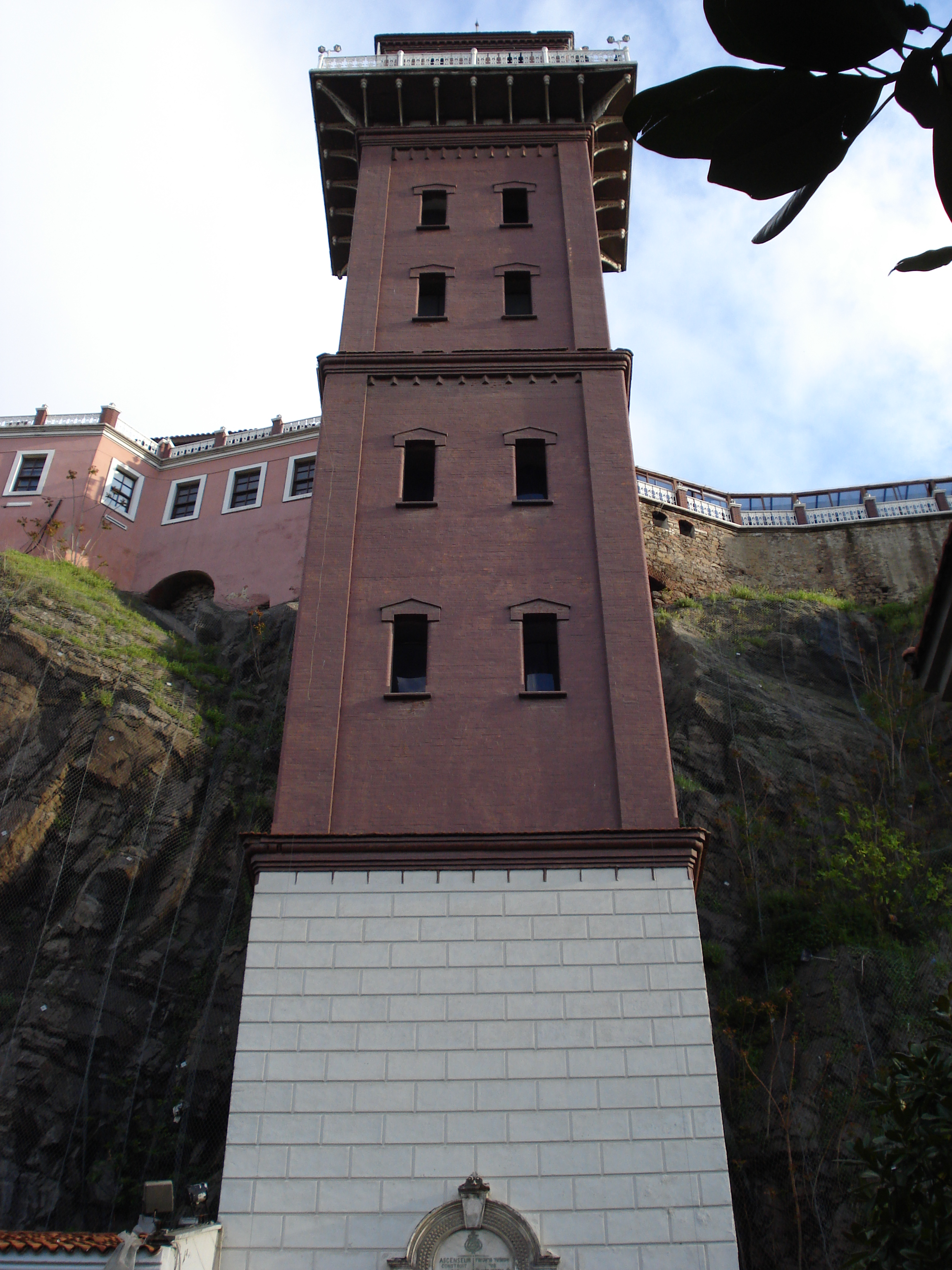
L'Ascenseur (ou Asansör, construit en 1907).

### L'incendie de Smyrne

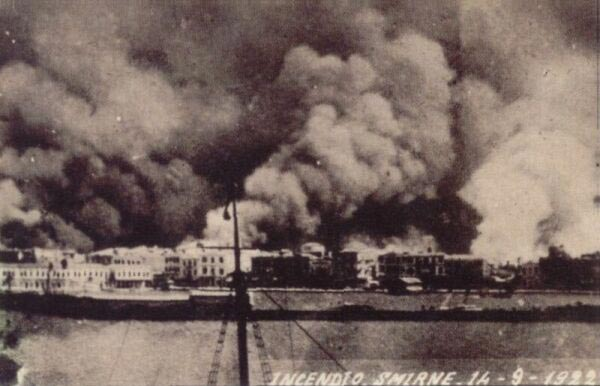
Incendie de Smyrne (14 septembre 1922).

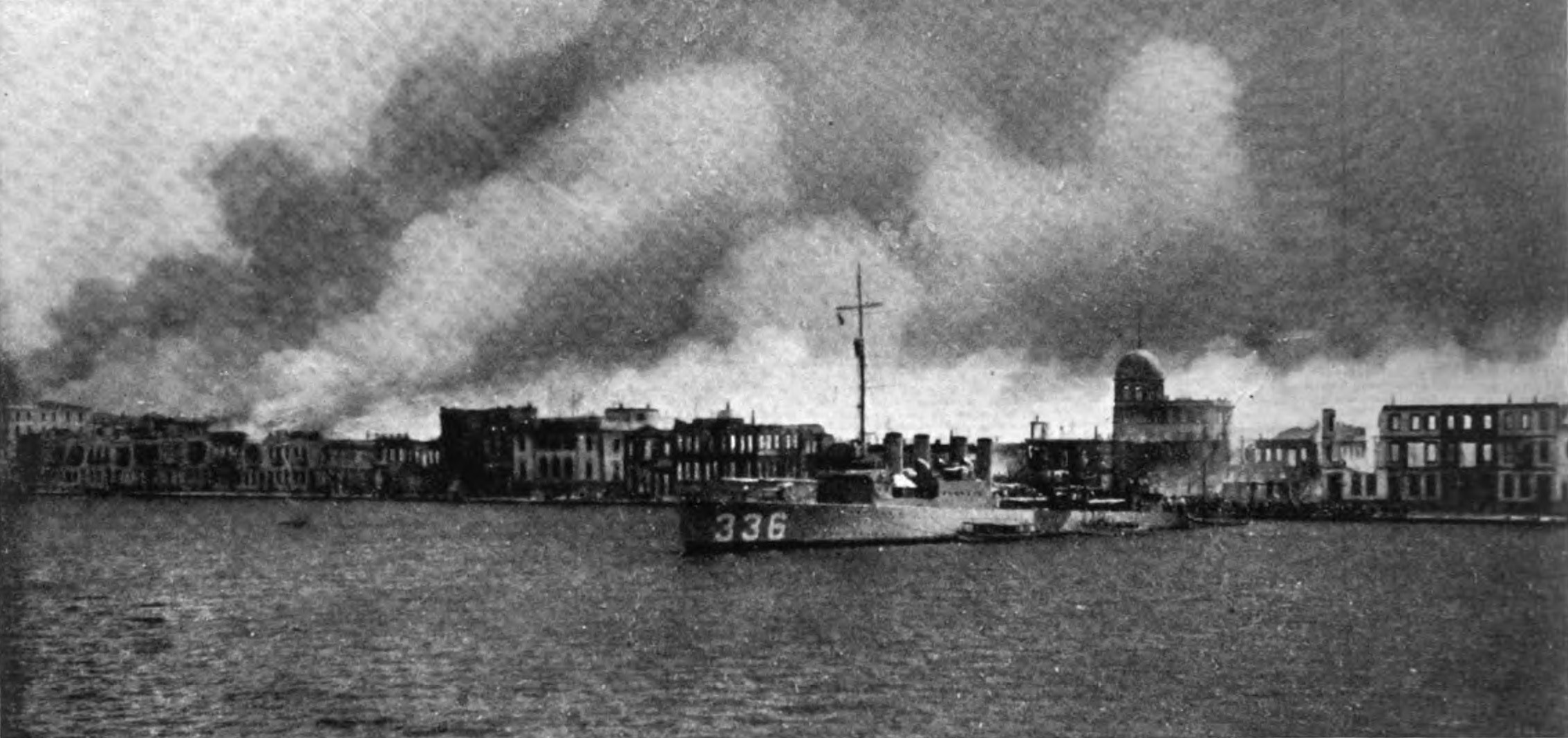
Incendie de Smyrne ; au premier plan le croiseur américain Litchfield.

Attribuée à la Grèce après la Première Guerre mondiale lors du traité de Sèvres (non reconnu par le gouvernement d'Ankara), Smyrne est occupée par l'armée grecque à partir du 15 mai 1919. En ce jour, plus de deux mille soldats turcs sont tués à Smyrne et dans les environs. Après la débâcle grecque à l'été 1922, la ville est reprise par les forces du gouvernement d'Ankara dirigées par Atatürk le 9 septembre 1922, marquant la fin de la guerre d'indépendance turque.
Dans les dernières semaines de la guerre, les civils ottomans chrétiens, Grecs ou Arméniens, surtout de Ionie mais plus largement d'Anatolie, craignant les représailles turques à la suite des nombreux massacres perpétrés par les troupes grecques envers les populations turques[réf. nécessaire], affluent en masse à Smyrne : ils sont plus de 200 000 le 8 septembre lorsque les troupes grecques évacuent la ville. Il ne reste plus alors dans le port que des navires étrangers (anglais, français, italiens et américains) qui recueillent en priorité leurs propres ressortissants et repoussent les barques des civils grecs ou arméniens qui tentent de les aborder. Les noyades se multiplient tandis que les premières troupes turques réinvestissent le 9 septembre le konak, après avoir été acclamées en libératrices par les musulmans en périphérie de la ville et à Kadifekale. Les exactions commencent : jusqu'au 13 septembre, la ville est livrée aux pillages, à la vindicte populaire et aux exécutions sommaires contre les populations chrétiennes accusées de « collusion avec l'occupant ». Le métropolite de Smyrne, Chrysostome de Smyrne, qui avait refusé de s'embarquer avec les derniers officiels grecs, est lynché sur la grande place, au vu des sentinelles françaises du consulat qui ont ordre de ne pas intervenir pour préserver la sécurité des ressortissants français. Les tentatives du consul américain Horton pour organiser l'évacuation sont désavouées par son gouvernement.
Le 13 septembre, un incendie éclate dans le quartier arménien. Il s'étend rapidement à tout le konak, alors que de nombreux biens se trouvaient toujours abandonnés sur place. En une semaine, il détruit presque tout le konak et y fait près de 2 000 morts,,. L'origine de ce désastre reste inconnue et fortement disputée : les Grecs et les Arméniens en imputent la responsabilité aux pillards, tandis que les Turcs accusent les chrétiens de s'être livrés à une politique de terre brûlée pour empêcher que leurs biens n'échoient aux troupes kémalistes. Mais les témoignages, notamment celui de George Horton, affirment que le quartier arménien était gardé par les troupes kémalistes qui y interdisaient la libre circulation.
Le consul Horton dénonce l'indifférence internationale, et la flotte grecque est autorisée le 24 septembre à revenir à Izmir : elle évacue jusqu'au 1er octobre 180 000 réfugiés, prélude de l'échange de populations musulmanes et chrétiennes qui a lieu entre la Turquie et la Grèce l'année suivante, selon les dispositions du traité de Lausanne (1923). Dans son ouvrage paru en 1926, The Blight of Asia, Horton affirme que les autorités kémalistes ont sciemment provoqué la destruction de Smyrne pour rendre impossibles tout retour ou indemnisation des réfugiés expulsés.

### La reconstruction d'Izmir

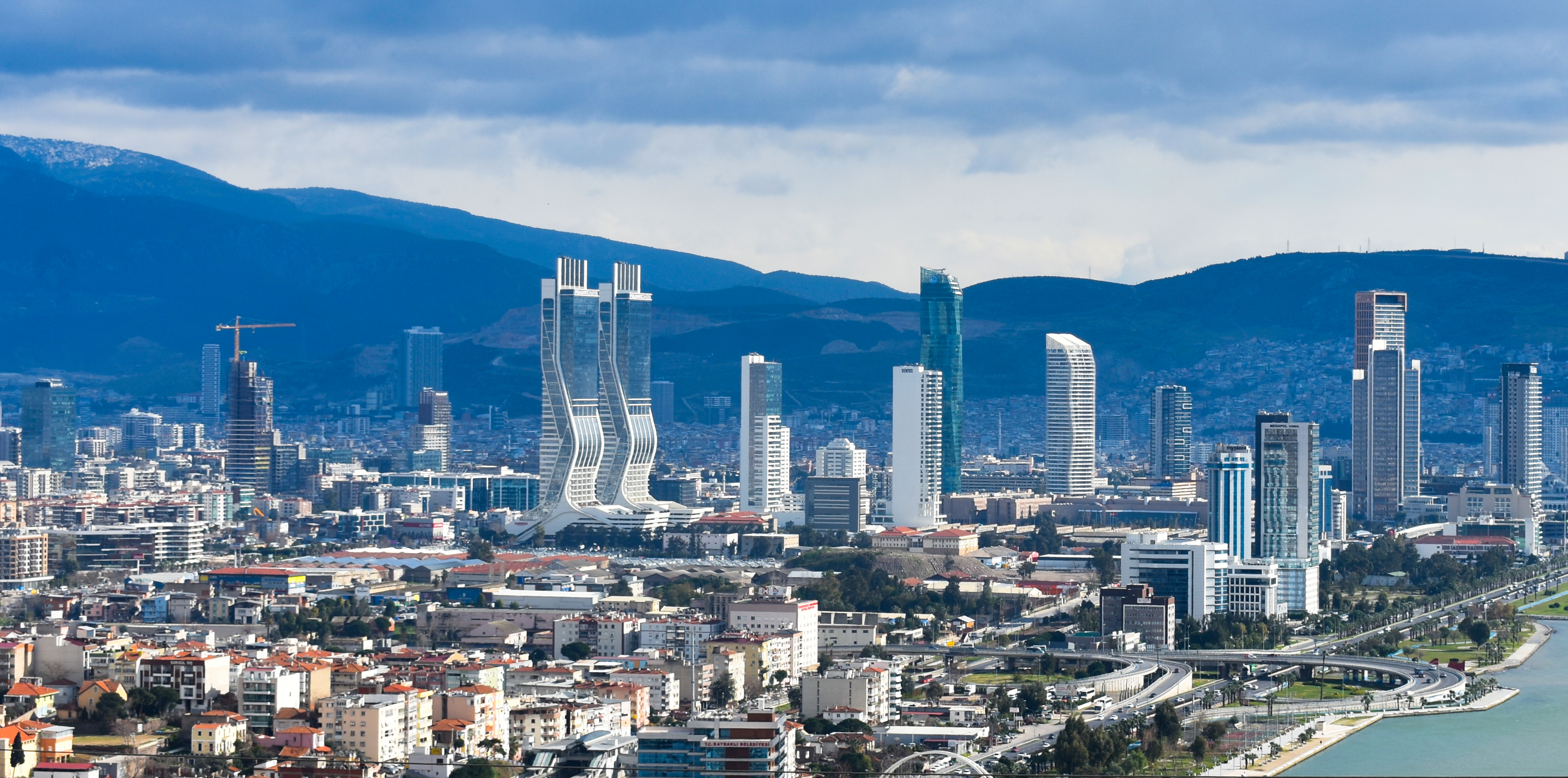
Gratte-ciel dans le quartier Bayraklı.

La ville, où seuls les quartiers musulmans furent épargnés par l'incendie, ce qui semble confirmer le témoignage de Horton sera progressivement reconstruite d’après les plans de l'urbaniste René Danger. La ville accueille tous les ans dans la première semaine de septembre, depuis 1936, la Foire internationale pour laquelle a été aménagé un grand parc au centre de la ville : le Kültürpark.
Après la Seconde Guerre mondiale, Izmir connaît un boom démographique en partie dû à l'exode rural depuis les provinces orientales. Le projet d'extension de Le Corbusier, invité par la municipalité en 1939 puis en 1948, n'est pas réalisé. La ville présente cependant un aspect très moderne, que seuls viennent atténuer les quartiers du port (le konak, ancien quartier « franc ») et les pentes de la citadelle de Kadifekale.
Devenue entièrement turque, Izmir a conservé sa tradition de ville ouverte sur l'Occident. Il reste à Izmir des traces et des liens de la présence d'une communauté francophone, dont une église catholique et le lycée catholique Saint-Joseph, établi par les Frères des écoles chrétiennes en 1880, qui poursuit sa mission, bénéficiant du label LabelFrancÉducation.
En 2020, la ville a été endommagée par le séisme de 2020 en mer Égée, qui a été l'événement sismique le plus meurtrier de cette année-là. 117 personnes sont mortes et 1 034 autres ont été blessées en Turquie, toutes sauf une originaires de la ville d'Izmir.

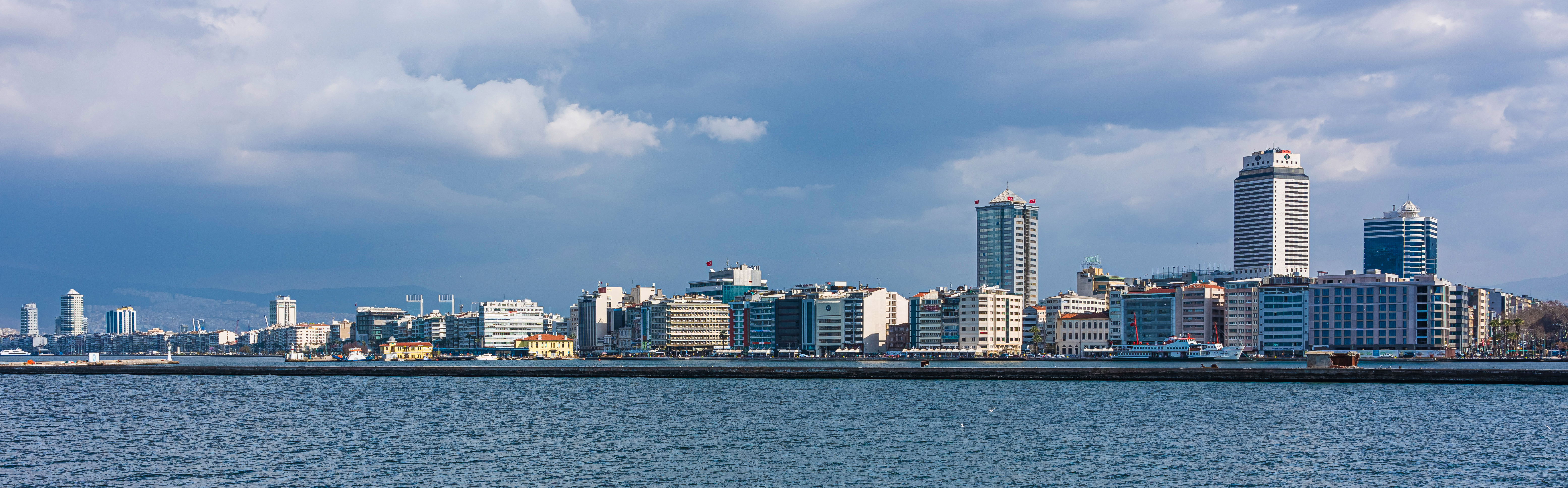
Une vue panoramique sur le quartier Alsancak d'Izmir.

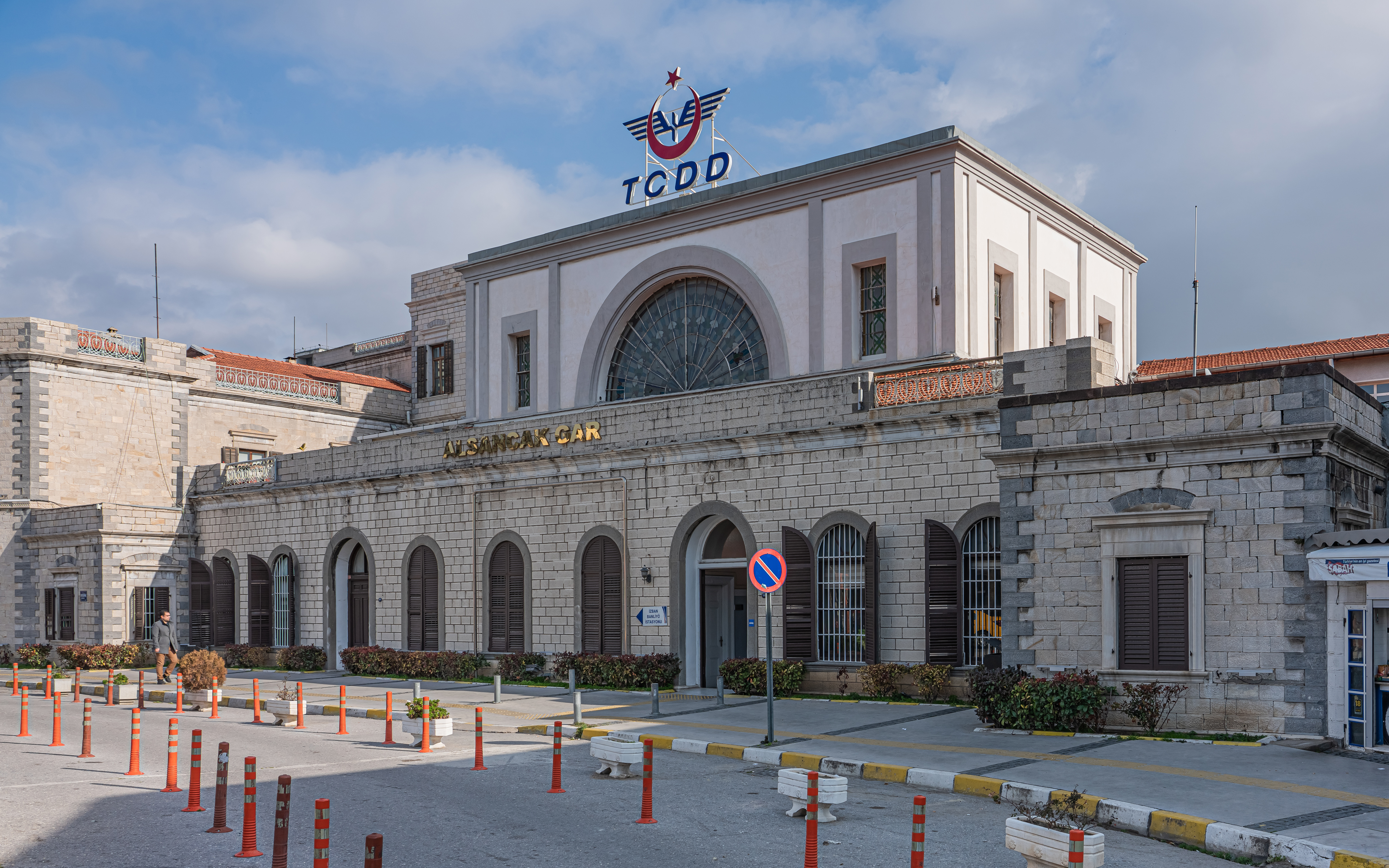
Gare Alsancak (1858).
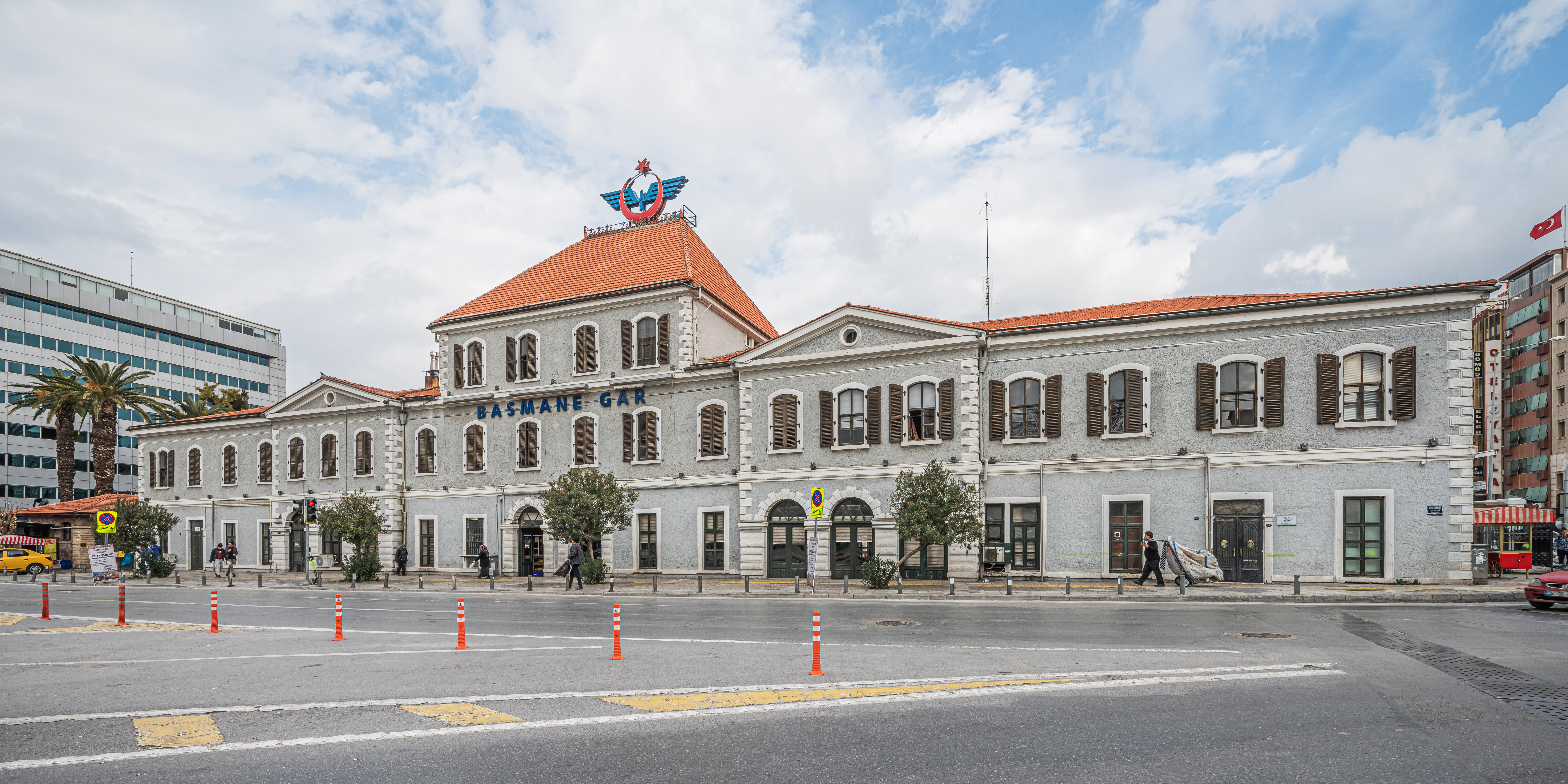
Gare Basmane (1876).
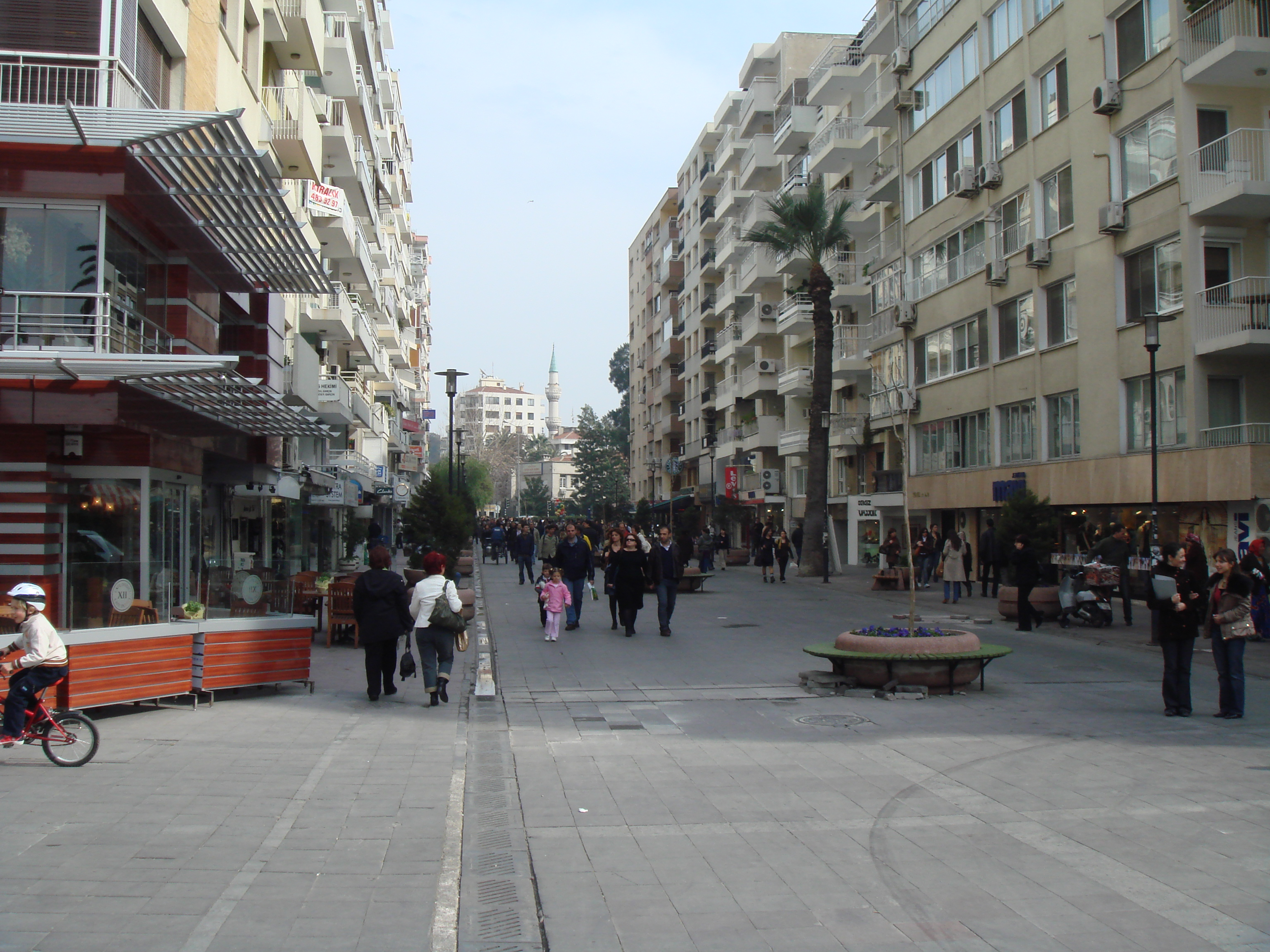
Alsancak, Izmir.
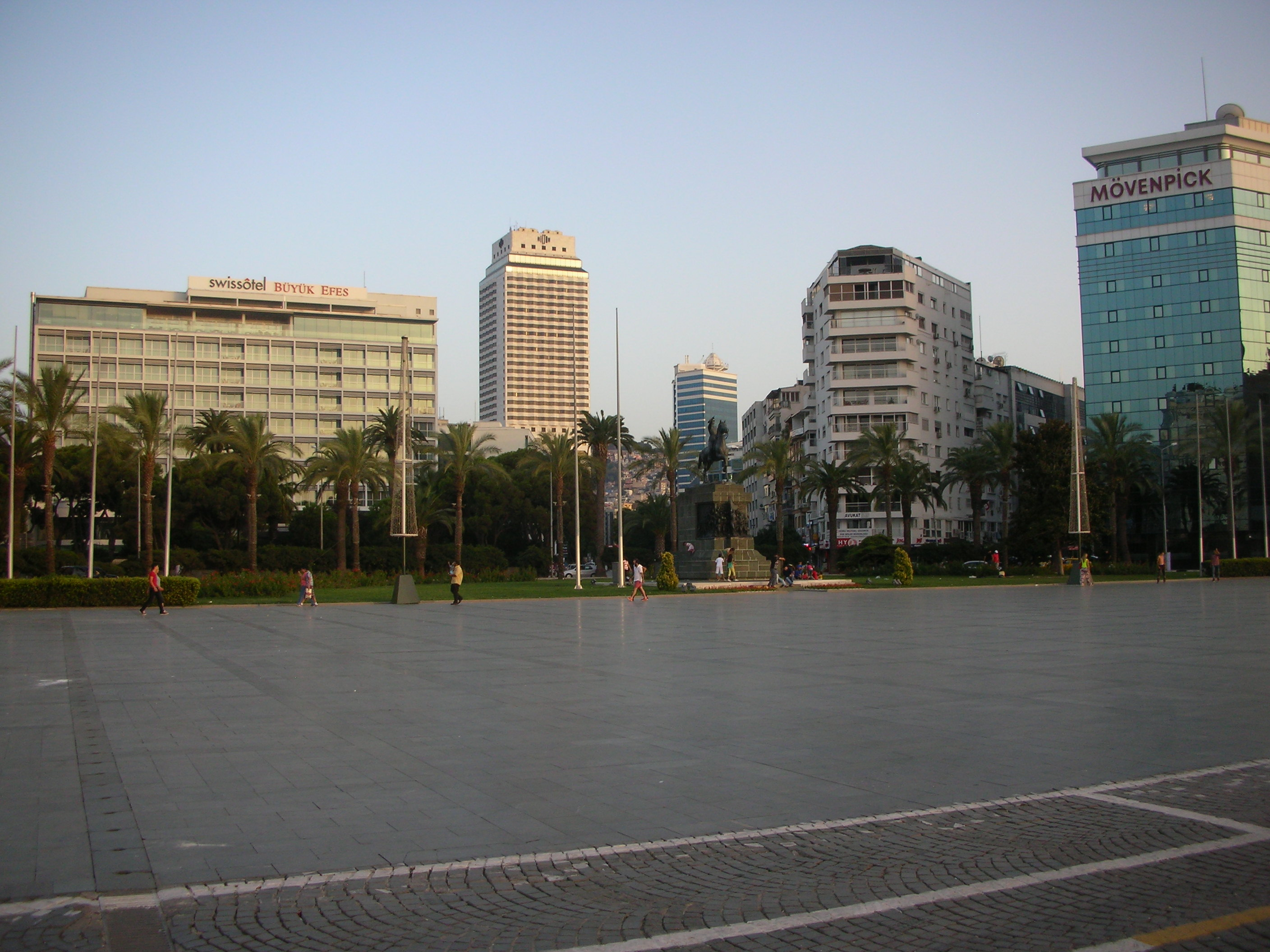
Cumhuriyet Meydanı (place de la République).
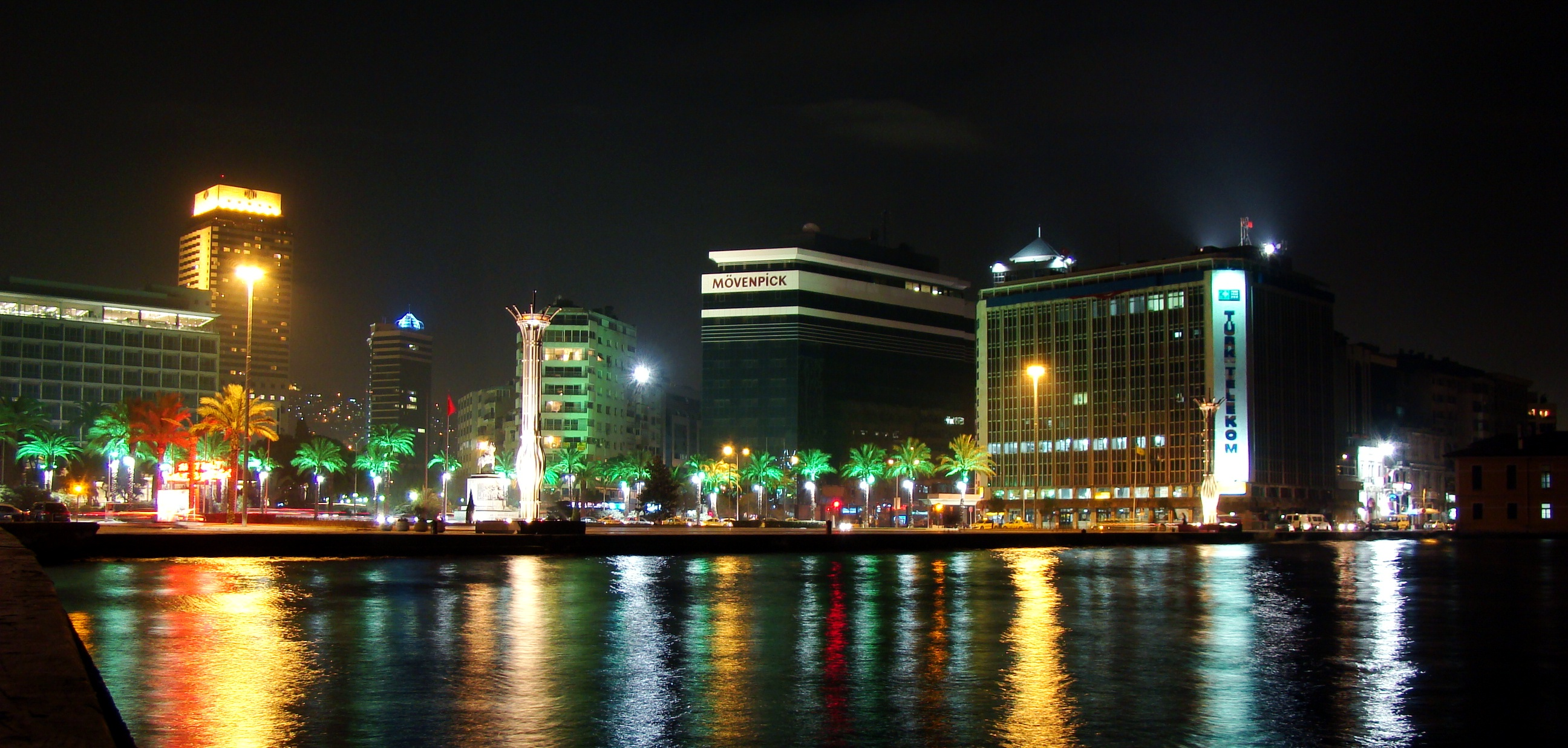
Cumhuriyet Meydanı (place de la République).
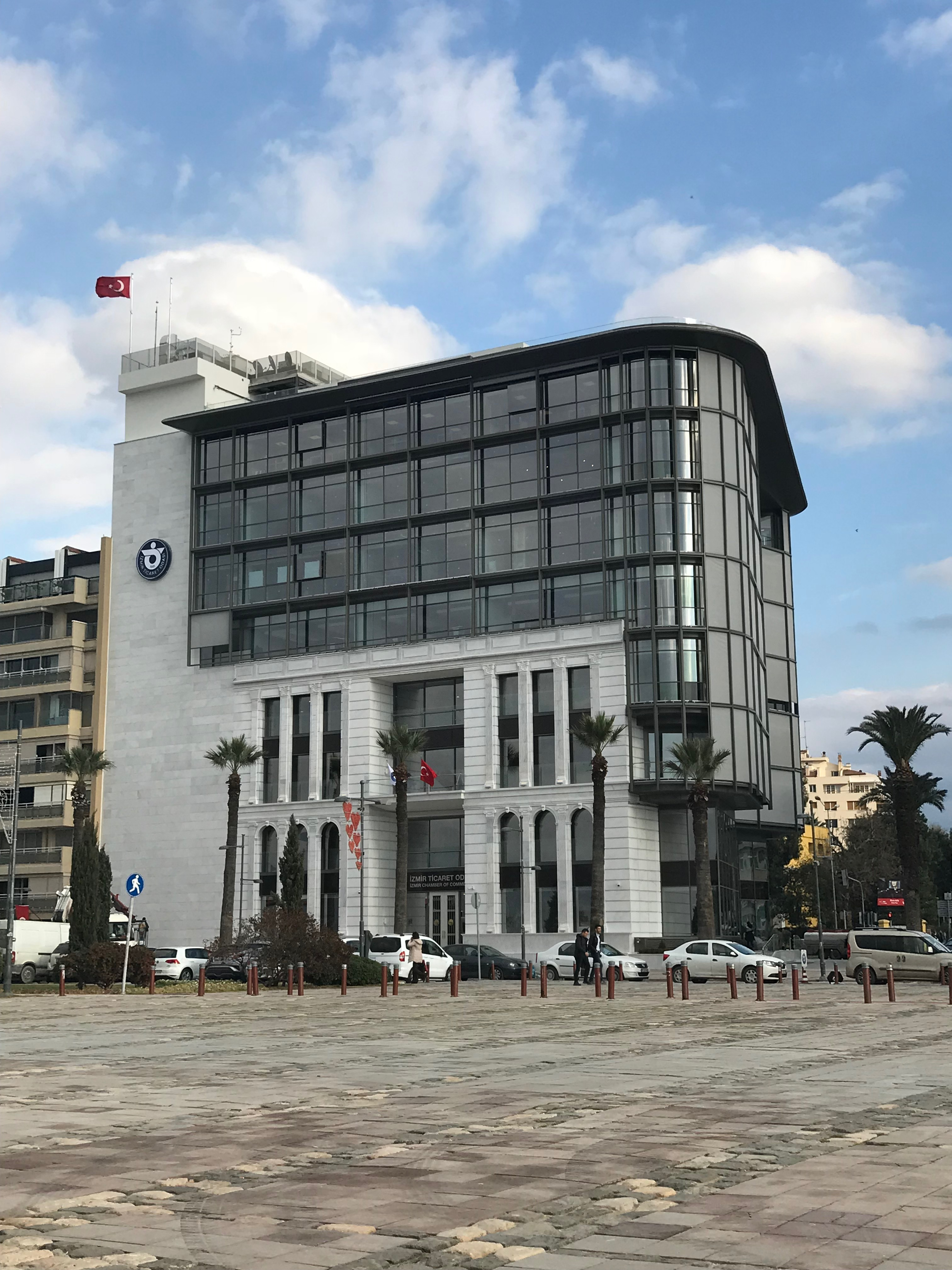
Chambre de commerce d'Izmir.
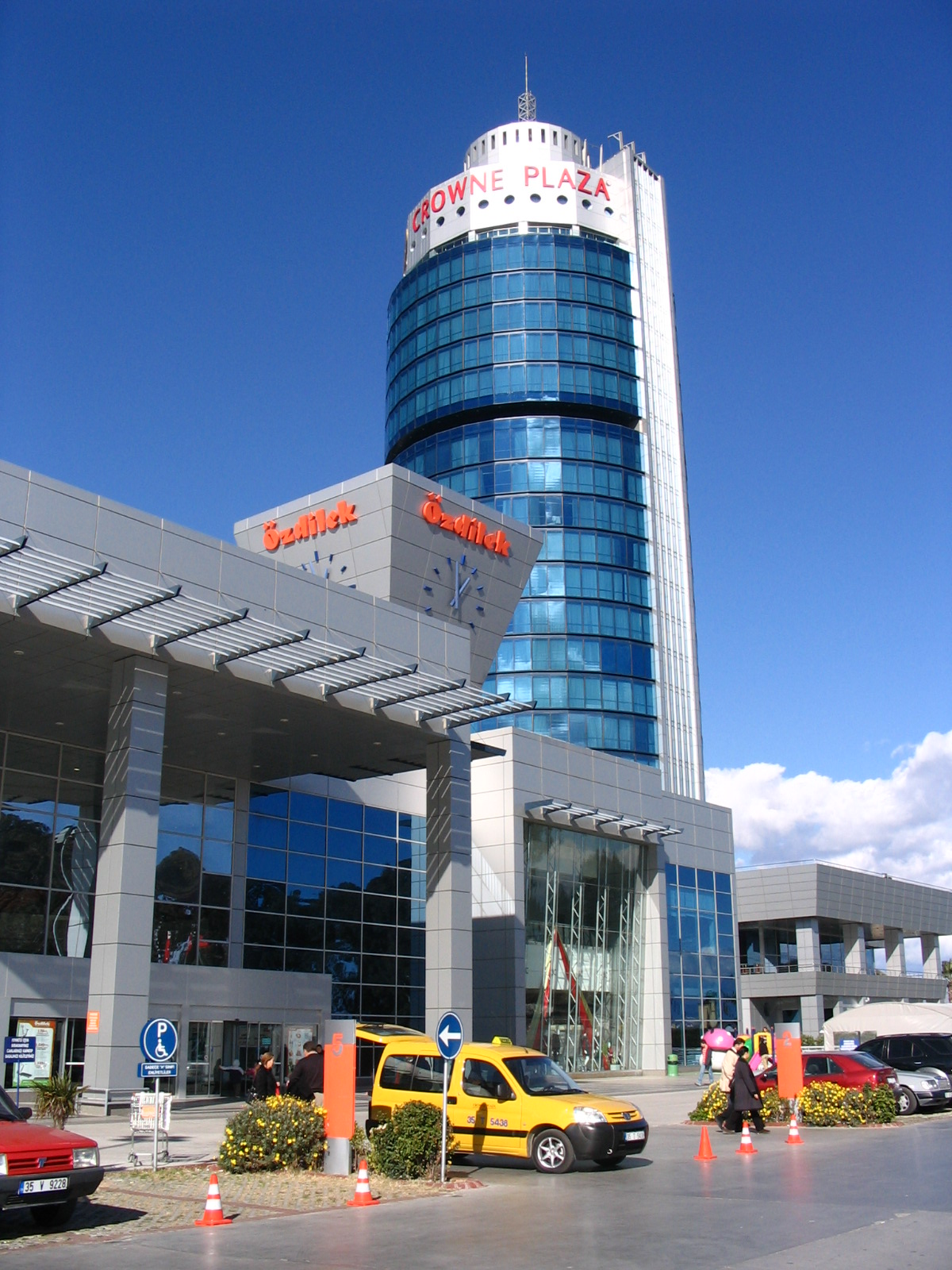
Crowne Plaza Hotel et centre commercial d’Özdilek.
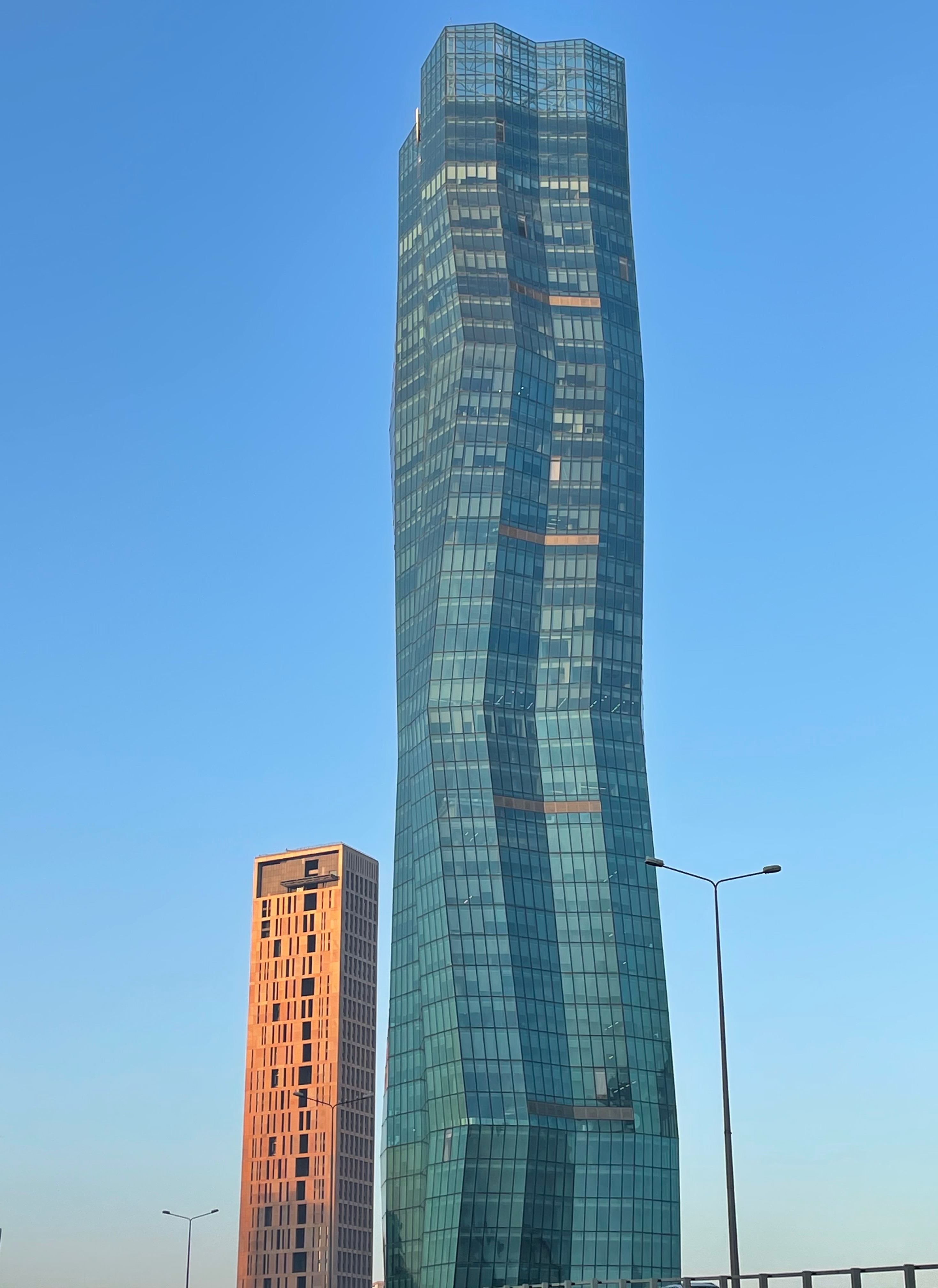
Tour Mistral dans le quartier Bayraklı d'Izmir.
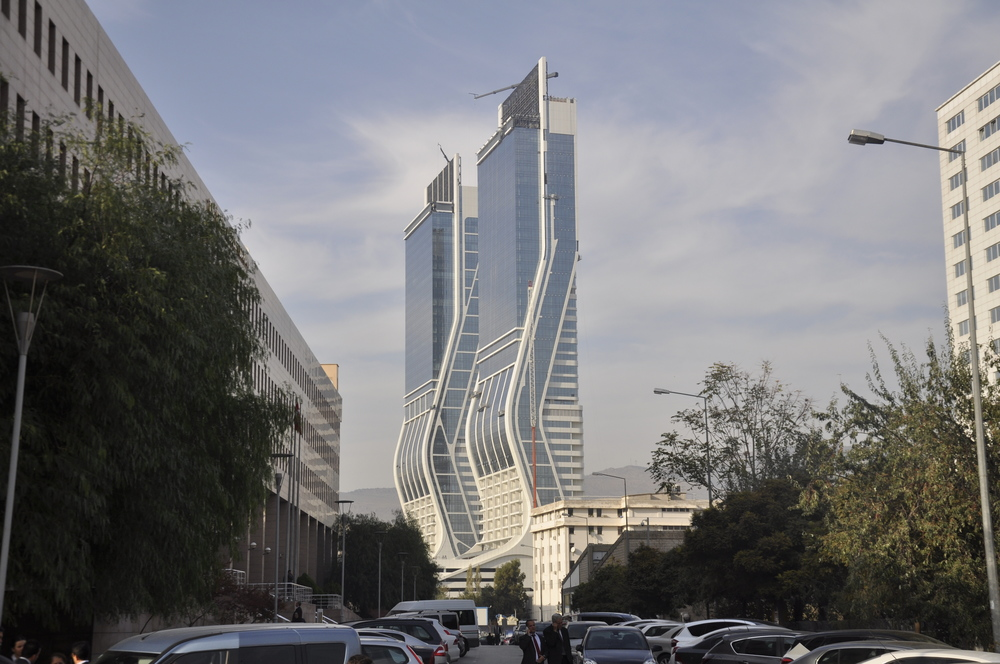
Tours Folkart dans le quartier Bayraklı d'Izmir.
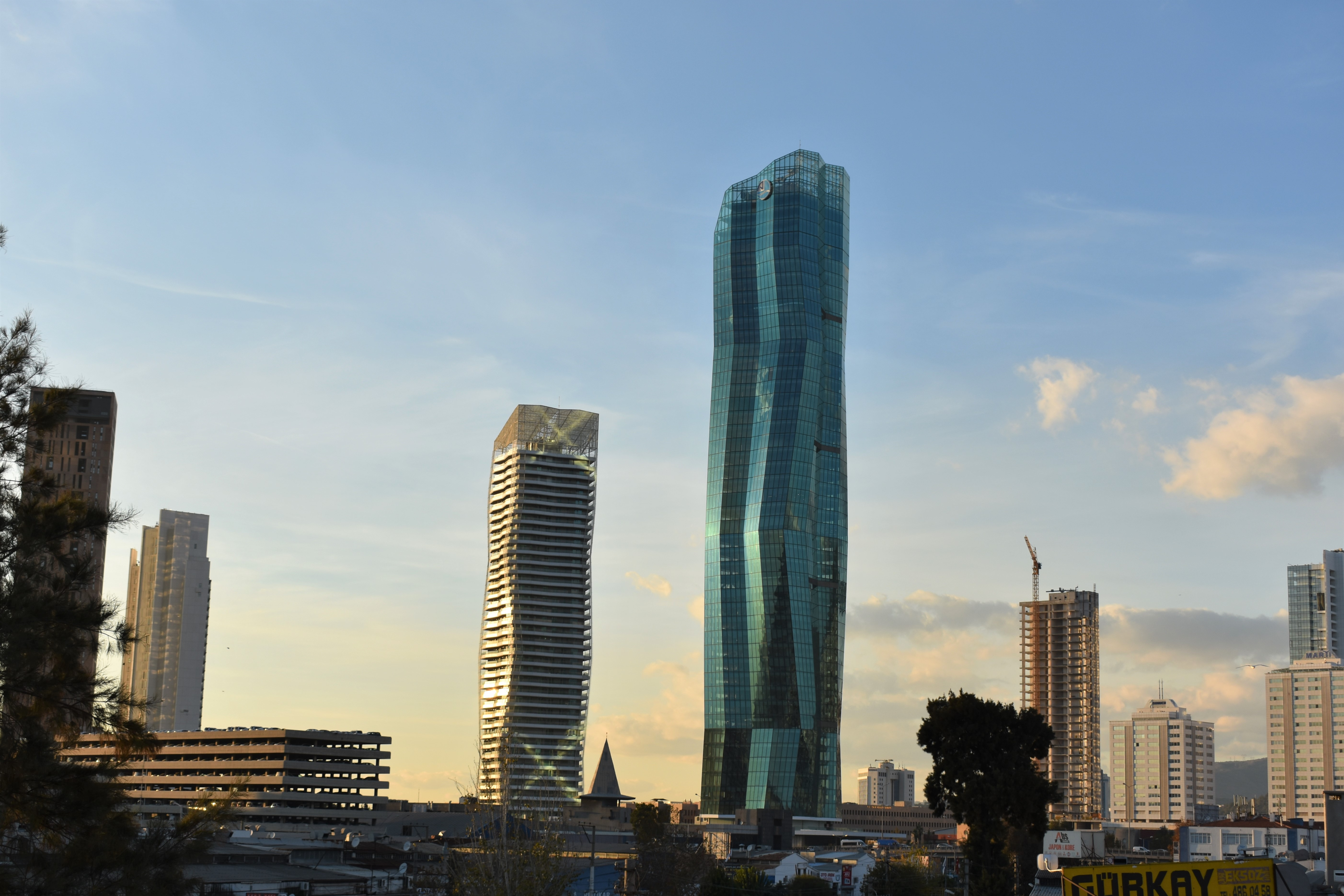
Gratte-ciel dans le quartier Bayraklı d'Izmir.

## Administration
Izmir est la préfecture (valilik) de la province (il) du même nom.

## Culture
Izmir possède plusieurs universités, les plus anciennes étant l'université d'Égée (Ege Üniversitesi, 1955) et l'Université du 9-Septembre (Dokuz Eylül Üniversitesi, 1988). Récemment[Quand ?] se sont ouvertes des universités privées : Université d’économie à Balçova et Université Yaşar à Bornova (ville).

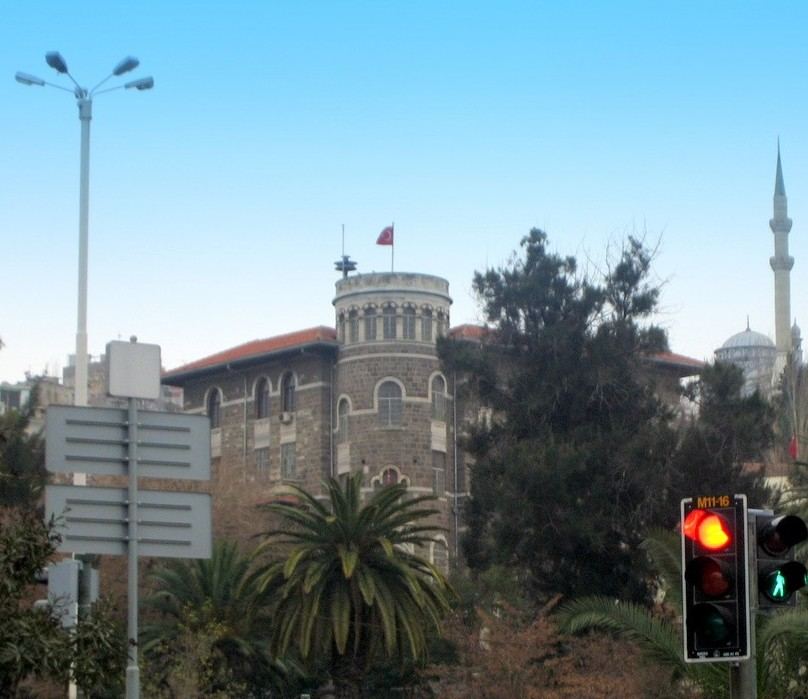
Musée ethnographique d'Izmir.
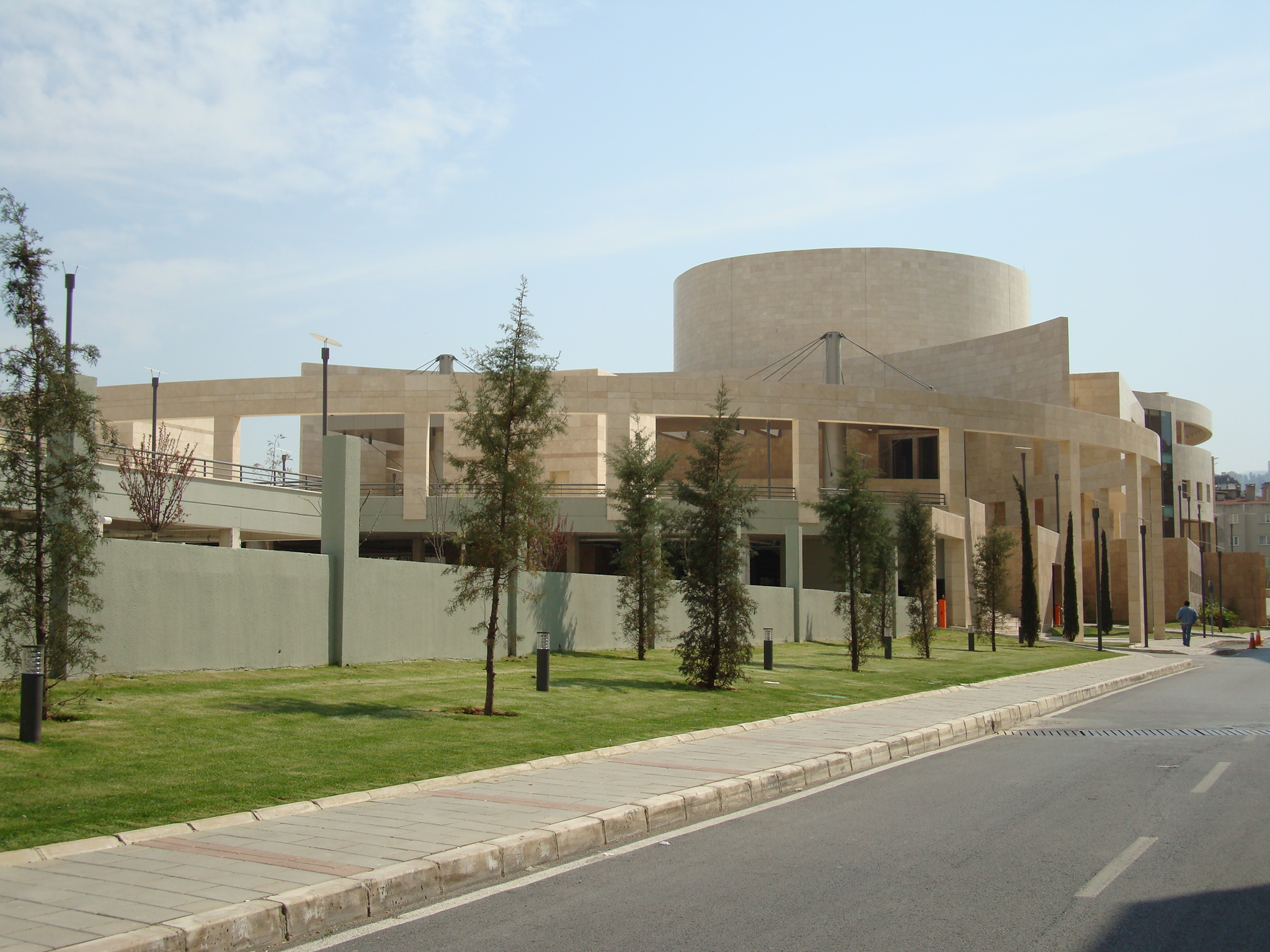
Centre des Arts Ahmet Adnan Saygun à Izmir.
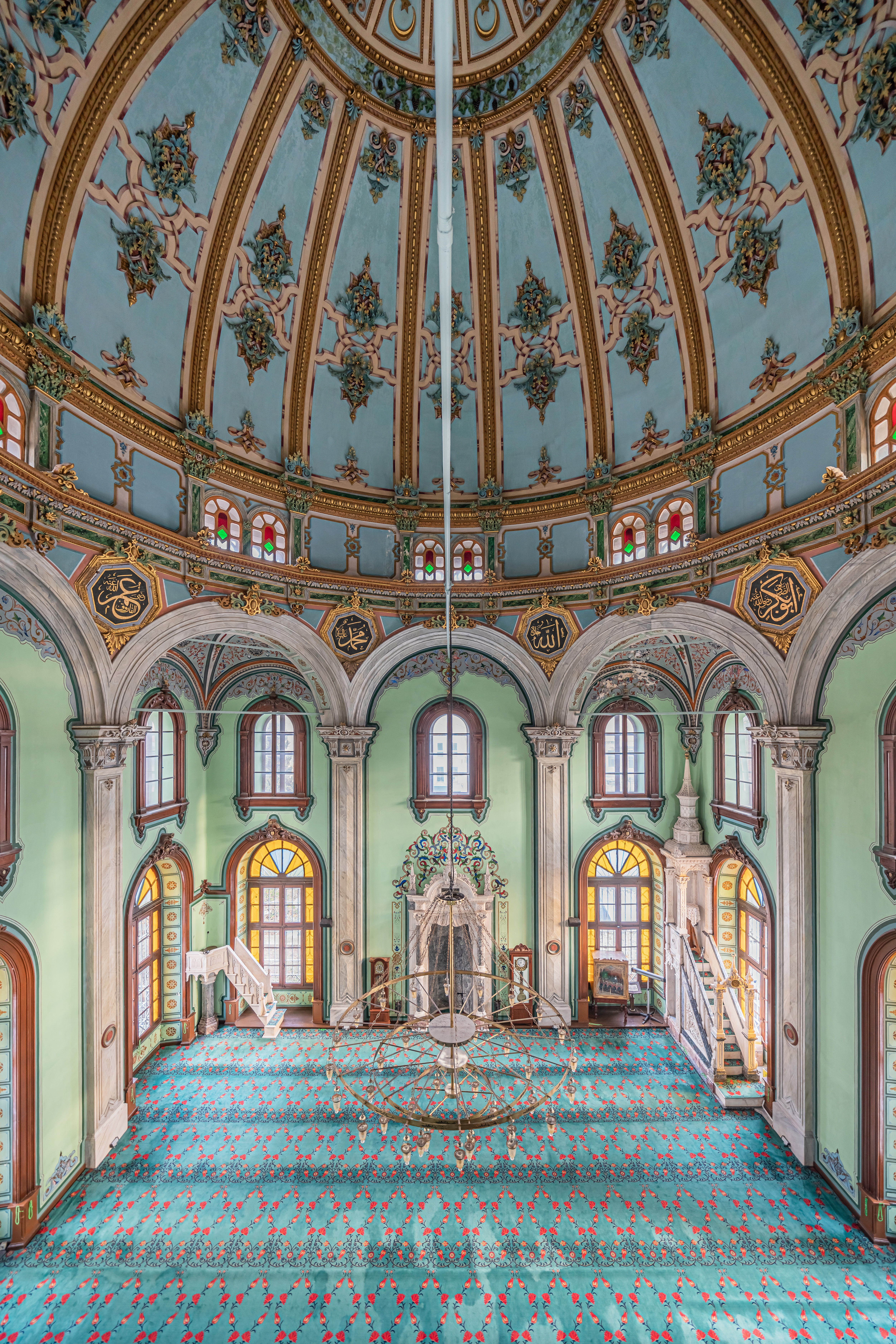
À l'intérieur de Salepçioğlu Camii (tr) à Izmir, février 2020.

Le festival de musique d'Izmir se déroule chaque été, en partie dans des sites historiques comme le théâtre d'Éphèse. Dans le parc de la Culture se tiennent de nombreuses manifestations, dont la foire du livre et la foire internationale de la pierre (en avril). La municipalité a inauguré, en 2008, le Centre culturel Adnan Saygun, du nom du plus célèbre compositeur turc.
Comme dans la plupart des villes de l'Ouest, à Izmir on y danse le zeybek. Le boyoz et le Izmir Köftesi sont des plats typiques d'Izmir. On y cuisine généralement des plats à base d'huile d'olive et différentes sortes de salades comme le ısırgan otu salatası qui est une salade à base de grandes orties, d'huile d'olive, d'une gousse d'ail écrasée, de jus de citron et d'Orange, de fromages en grains et de grains de grenades.

## Sports
- Altay SK
- Bucaspor
- Göztepe SK
- İzmirspor
- Karşıyaka SK
- Pınar Karşıyaka

## Géographie et économie

### Démographie
- 3e ville de Turquie par la population après Istanbul et Ankara.
- 4 320 519 habitants au 31 décembre 2018[1].

Selon l'orientaliste anglais Richard Pococke, Smyrne comptait environ 100 000 habitants en 1739 (84 000 Turcs, 8 000 Grecs, 6 000 Juifs et 2 000 Arméniens) ; selon le diplomate français Joseph Michel Tancoigne, Smyrne comptait en 1812 106 000 habitants (60 000 Turcs, 25 000 Grecs, 10 000 Arméniens, 6 000 Européens (principalement Français, Anglais, Italiens, Hollandais, Allemands et Russes), et 5 000 Juifs). En 1848, le voyageur-historien Baptistin Poujoulat écrit dans Récits et souvenirs d'un voyage en Orient que la ville comporte 150 000 habitants, « dont près des deux cinquièmes sont Grecs ; le reste est Turc, Arménien, Juif et Européen. ». Dix ans plus tard, l'abbé Pierre Azaïs parle d'une ville de 160 000 habitants, dont 80 000 Turcs, 60 000 Grecs et Arméniens et 20 000 Francs, c.-à-d. Occidentaux.

### Climat
Izmir bénéficie d’un climat méditerranéen, avec un été chaud et sec avec des maxima de 32 °C (moyenne de 27 °C), et un hiver doux, avec des minima de 6 °C (moyenne de 10 °C). Entre mai et septembre, il pleut très peu, mais il peut y avoir des orages violents et de fortes pluies causant des inondations.
En hiver, la neige reste seulement quelques heures et ne tombe pas chaque année. Contrairement à la neige, le grésil et la neige mouillée sont plus fréquents et ils tombent plus ou moins chaque année. Les températures tombent rarement au-dessous de zéro, et les gelées sont légères et éphémères.
| Mois                              | jan.  | fév. | mars | avril | mai  | juin | jui. | août | sep. | oct. | nov. | déc. | année |
| --------------------------------- | ----- | ---- | ---- | ----- | ---- | ---- | ---- | ---- | ---- | ---- | ---- | ---- | ----- |
| Température minimale moyenne (°C) | 5,6   | 6,1  | 7,7  | 11,3  | 15,3 | 19,6 | 22,2 | 21,9 | 18,5 | 14,3 | 10,6 | 7,4  | 13,4  |
| Température moyenne (°C)          | 8,6   | 9,3  | 11,6 | 15,8  | 20,6 | 25,2 | 27,5 | 26,9 | 23,4 | 18,4 | 14   | 10,5 | 17,6  |
| Température maximale moyenne (°C) | 12,2  | 13,3 | 16,2 | 20,8  | 25,9 | 30,5 | 32,7 | 32,3 | 28,9 | 23,5 | 18,4 | 13,6 | 22,4  |
| Précipitations (mm)               | 132,3 | 99,1 | 76,4 | 44,5  | 23,5 | 9,9  | 7,5  | 3,5  | 14,9 | 40,3 | 87,1 | 153  | 692,4 |

### Économie
Port sur la mer Égée.

### Transports

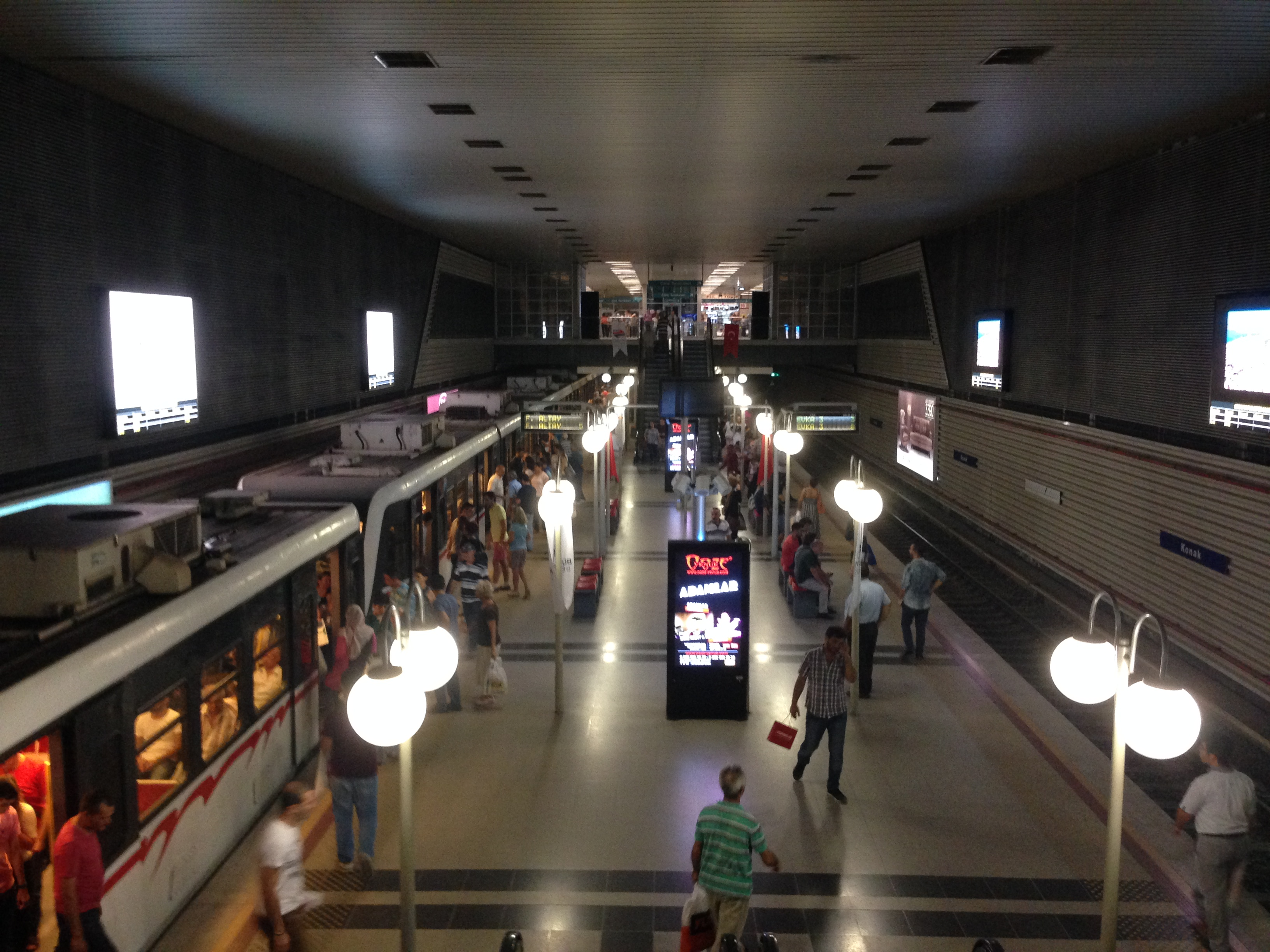
Station Konak du métro d'Izmir.

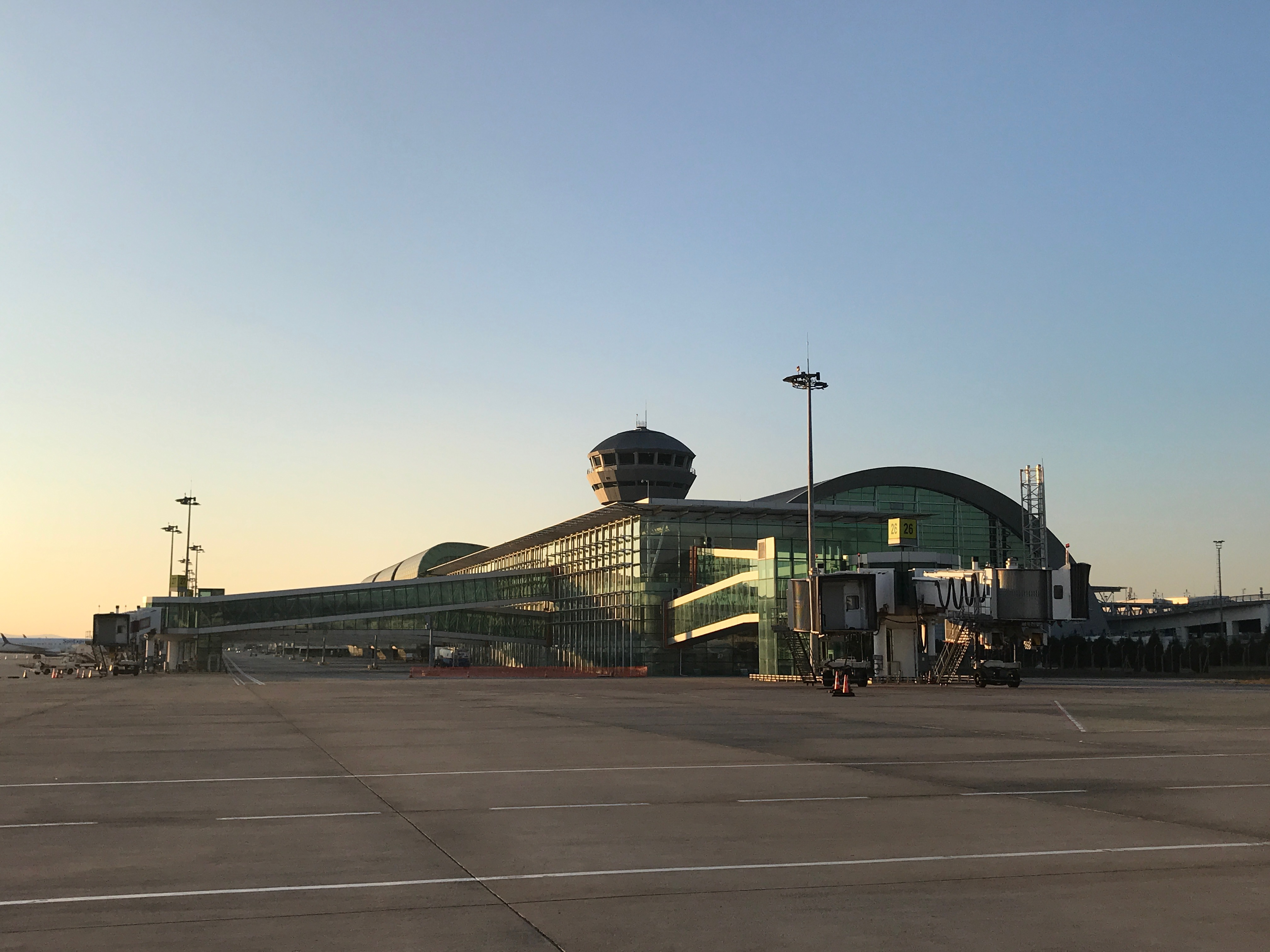
L'aéroport International Adnan Menderes à Izmir.

Il y a une ligne de métro en service et deux autres en construction. L'aéroport International Adnan Menderes est situé à 18 kilomètres au sud d'Izmir.

### Jumelages
- Bakou (Azerbaïdjan) - un des jardins publics de Bakou s'appelle le Parc d'Izmir.
- Casablanca (Maroc) depuis 2002
- Naples (Italie)
- Odense (Danemark)
- Sousse (Tunisie) depuis 2006
- Tel-Aviv-Jaffa (Israël)

## Archevêché
- Archidiocèse d'Izmir
- Cathédrale de Saint-Jean d'Izmir (en)

L'archevêque d'Izmir est Lorenzo Piretto.

## Personnages célèbres
- Homère, aède (poète) de la fin du VIIIe siècle av. J.-C., plusieurs villes ioniennes (Smyrne, Cymé, Chios ou encore Colophon) se disputant son origine
- Polycarpe de Smyrne, évêque, disciple de l'apôtre Jean (69–155)
- Aelius Aristide, célèbre rhéteur du IIe siècle, brillant représentant de la Seconde Sophistique qui obtint les faveurs de Marc-Aurèle pour reconstruire la cité après le tremblement de terre de 178
- Irénée de Lyon, un des Pères de l'Église, né à Smyrne vers 130
- Quintus de Smyrne, écrivain grec du IIIe ou IVe siècle
- Sabbataï Tsevi, le faux messie (1626–1676)
- Claude-Charles de Peyssonnel (1727–1790), consul général de France au XVIIIe siècle
- Adamántios Koraïs, helléniste grec (1748–1833)
- Noël-Georges Castellan (1764–1812), colonel du Premier Empire
- James Morier, diplomate britannique, voyageur et écrivain (1780–1849)
- Auguste de Jaba, diplomate orientaliste (1801–1894)
- Alexandre-Gabriel Decamps, peintre romantique français, père fondateur de l'orientalisme (1803–1860)
- Hüseyin bin Hüseyin (1764–1830), dernier dey d'Alger de 1818 à 1830
- Cem Yiğit, poète ottoman du XVIIIe siècle, ayant également séjourné en Franche-Comté
- Chrysostome de Smyrne, dernier métropolite et martyr des églises d'orient (1867–1922)
- Manólis Kalomíris, compositeur grec (1883–1962)
- İsmet İnönü, militaire et homme politique turc (1884–1973)
- Georges Mylonas, archéologue grec (1898–1988)
- Athanase Apartis, sculpteur grec (1899–1972)
- Nurullah Esat Sümer, homme politique turc (1899–1973)
- Henri Filipacchi, éditeur français (1900–1961)
- Georges Séféris, poète grec (1900–1971)
- Aristote Onassis, le plus célèbre armateur grec du XXe siècle (1906–1975)
- Alec Issigonis, ingénieur de la célèbre Mini (1906–1988)
- Ahmet Adnan Saygun, l'un des principaux compositeurs contemporains en Turquie (1907–1991)
- Ekrem Akurgal, historien et archéologue turc (1911–2002)
- Ríta Abatzí, chanteuse grecque (1914–1969)
- Henri Langlois, fondateur de la Cinémathèque française (1914–1977)
- Dario Moreno, chanteur et acteur turc ayant fait une grande partie de sa carrière dans les pays francophones (1921–1968)
- Jean Balladur, architecte français (1924–2002)
- Attila İlhan, poète turc (1925–2005)
- Gökşin Sipahioğlu, photographe (1926–2011)
- Édouard Balladur, homme politique français, né le 2 mai 1929
- André Tubeuf, philosophe et critique musical français (1930–2021)
- Magali Noël, actrice et chanteuse française, (1932–2015)
- Metin Oktay, joueur de football (1936–1991)
- Ayşe Şan, chanteuse turque d'origine kurde, morte à Izmir (1938–1996)
- Sezen Aksu, chanteuse turque, née le 13 juillet 1954
- Semih Kaplanoğlu, réalisateur, 1963
- Semih Şentürk, joueur de football, 1983
- Erhan Önal, footballeur turc (1957–2021)
- Jean Pape, dessinateur de bandes dessinées (1920–2002)
- Işın Demirkent, professeure d'histoire turque (1938–2006).